# Playoffs NBA 2021
Pour un article plus général, voir Playoffs NBA.
Navigation
Playoffs 2020 Playoffs 2022
Les playoffs NBA 2021 sont les séries éliminatoires (en anglais : playoffs) de la saison NBA 2020-2021.

## Règlement
Les 6 premiers de chacune des deux conférences (Est et Ouest) se qualifient directement pour les playoffs.
Les équipes classées de la 7e à la 10e place, jouent un mini tournoi appelé Play-in tournament.
- Les équipes classées 7e et 8e se rencontrent sur un match gagnant. Le vainqueur se qualifie pour les playoffs en 7e position du classement et affrontera le 2e de la conférence. Le perdant rencontrera le gagnant du match entre les 9e et 10e.
- Les équipes classées 9e et 10e se rencontrent sur un match gagnant. Le vainqueur affrontera le perdant du match opposant les 7e et 8e. Le perdant est définitivement éliminé de la course aux playoffs et se classera 10e de la conference.
- Le perdant du match opposant les 7e et 8e rencontre le gagnant du match opposant les 9e et 10e sur un match gagnant. Le vainqueur se qualifie pour les playoffs à la 8e place et rencontre le leader de la conférence. Le perdant est définitivement éliminé de la course aux playoffs et se classera 9e de la conférence.

Les 8 équipes qualifiées de chaque conférence sont classées de 1 à 8 selon leur nombre de victoires.
Les critères de départage des équipes sont :
1. équipe championne de division par rapport à une équipe non championne de division
2. face-à-face
3. bilan de division (si les équipes sont dans la même division)
4. bilan de conférence
5. bilan face aux équipes qualifiées en playoffs situées dans la même conférence
6. bilan face aux équipes qualifiées en playoffs situées dans l'autre conférence
7. différence générale de points.

Au premier tour, l'équipe classée numéro 1 affronte l'équipe classée numéro 8, la numéro 2 la 7, la 3 la 6 et la 4 la 5.
En demi-finale de conférence, l'équipe vainqueur du match entre la numéro 1 et la numéro 8 rencontre l'équipe vainqueur du match entre la numéro 4 et la numéro 5 et l'équipe vainqueur du match entre la numéro 2 et la numéro 7 rencontre l'équipe vainqueur du match entre la numéro 3 et la numéro 6.
Les vainqueurs des demi-finales de conférence s'affrontent en finale de conférence. Les deux équipes ayant remporté la finale de leur conférence respective sont nommées championnes de conférence et se rencontrent ensuite pour une série déterminant le champion NBA.
Chaque série de playoffs se déroule au meilleur des 7 matches, la première équipe à 4 victoires passant au tour suivant. Dans chaque série, l'avantage du terrain est attribué à l'équipe ayant le plus de victoires, quel que soit son classement à l'issue de la saison régulière.
Les séries se déroulent de la manière suivante : 
| Match | Équipe recevant |
| ----- | --------------- |
| 1     | Meilleur bilan  |
| 2     | Meilleur bilan  |
| 3     | Moins bon bilan |
| 4     | Moins bon bilan |
| 5     | Meilleur bilan  |
| 6     | Moins bon bilan |
| 7     | Meilleur bilan  |

## Équipes qualifiées
| Salt Lake City Brooklyn Philadelphie Phoenix L.A. Clippers Denver Milwaukee Miami Atlanta New York Dallas Portland Boston L.A. Lakers Washington Memphis |

### Conférence Est
| Rang | Équipe                | Bilan | Obtention        | Obtention         | Obtention         | Obtention                       | Obtention          |
| Rang | Équipe                | Bilan | Place en Play-in | Place en playoffs | Titre de division | Meilleur bilan de la conférence | Meilleur bilan NBA |
| ---- | --------------------- | ----- | ---------------- | ----------------- | ----------------- | ------------------------------- | ------------------ |
| 1    | 76ers de Philadelphie | 49-23 | –                | 28 avril          | 14 mai            | 14 mai                          | –                  |
| 2    | Nets de Brooklyn      | 48-24 | –                | 27 avril          | –                 | –                               | –                  |
| 3    | Bucks de Milwaukee    | 46-26 | –                | 4 mai             | 30 avril          | –                               | –                  |
| 4    | Knicks de New York    | 41-31 | –                | 12 mai            | –                 | –                               | –                  |
| 5    | Hawks d'Atlanta       | 41-31 | –                | 12 mai            | 15 mai            | –                               | –                  |
| 6    | Heat de Miami         | 40-32 | –                | 11 mai            | –                 | –                               | –                  |
| 7    | Celtics de Boston     | 36-36 | 12 mai           | 18 mai            | –                 | –                               | –                  |
| 8    | Wizards de Washington | 34-38 | 14 mai           | 20 mai            | –                 | –                               | –                  |
| 9    | Pacers de l'Indiana   | 34-38 | 11 mai           | –                 | –                 | –                               | –                  |
| 10   | Hornets de Charlotte  | 33-39 | 11 mai           | –                 | –                 | –                               | –                  |

### Conférence Ouest
| Rang | Équipe                    | Bilan | Obtention        | Obtention         | Obtention         | Obtention                       | Obtention          |
| Rang | Équipe                    | Bilan | Place en Play-in | Place en playoffs | Titre de division | Meilleur bilan de la conférence | Meilleur bilan NBA |
| ---- | ------------------------- | ----- | ---------------- | ----------------- | ----------------- | ------------------------------- | ------------------ |
| 1    | Jazz de l'Utah            | 52-20 | –                | 25 avril          | 7 mai             | 16 mai                          | 16 mai             |
| 2    | Suns de Phoenix           | 51-21 | –                | 28 avril          | 14 mai            | –                               | –                  |
| 3    | Nuggets de Denver         | 47-25 | –                | 3 mai             | –                 | –                               | –                  |
| 4    | Clippers de Los Angeles   | 47-25 | –                | 3 mai             | –                 | –                               | –                  |
| 5    | Mavericks de Dallas       | 42-30 | –                | 14 mai            | 7 mai             | –                               | –                  |
| 6    | Trail Blazers de Portland | 42-30 | –                | 16 mai            | –                 | –                               | –                  |
| 7    | Lakers de Los Angeles     | 42-30 | 16 mai           | 19 mai            | –                 | –                               | –                  |
| 8    | Warriors de Golden State  | 39-33 | 10 mai           | –                 | –                 | –                               | –                  |
| 9    | Grizzlies de Memphis      | 38-34 | 10 mai           | 21 mai            | –                 | –                               | –                  |
| 10   | Spurs de San Antonio      | 33-39 | 13 mai           | –                 | –                 | –                               | –                  |

## Play-in tournament
| Play-in tournament de la Conférence Est |                          |                          |                          |  |                        |                        |                        |  |   |            |                        |                        |  |
|                                         |                          |                          |                          |  |                        |                        |                        |  |   |            |                        |                        |  |
|                                         | Match pour la 7e place   |                          |                          |  |                        |                        |                        |  |   |            |                        |                        |  |
|                                         | 7                        | Boston                   | 118                      |  |                        |                        |                        |  |   |            | Qualifiées en playoffs | Qualifiées en playoffs |  |
| 8                                       | Washington               | 100                      |                          |  | Match pour la 8e place | Match pour la 8e place | Match pour la 8e place |  |   | 7          | Boston                 |                        |  |
|                                         |                          |                          |                          |  | 8                      | Washington             | 142                    |  | 8 | Washington |                        |                        |  |
|                                         | Barrage pour la 8e place | Barrage pour la 8e place | Barrage pour la 8e place |  | 9                      | Indiana                | 115                    |  |   |            |                        |                        |  |
|                                         | 9                        | Indiana                  | 144                      |  |                        |                        |                        |  |   |            |                        |                        |  |
| 10                                      | Charlotte                | 117                      |                          |  |                        |                        |                        |  |   |            |                        |                        |  |

| Play-in tournament de la Conférence Ouest |                          |                          |                          |  |                        |                        |                        |  |   |         |                        |                        |  |
|                                           |                          |                          |                          |  |                        |                        |                        |  |   |         |                        |                        |  |
|                                           | Match pour la 7e place   |                          |                          |  |                        |                        |                        |  |   |         |                        |                        |  |
|                                           | 7                        | LA Lakers                | 103                      |  |                        |                        |                        |  |   |         | Qualifiées en playoffs | Qualifiées en playoffs |  |
| 8                                         | Golden State             | 100                      |                          |  | Match pour la 8e place | Match pour la 8e place | Match pour la 8e place |  |   | 7       | LA Lakers              |                        |  |
|                                           |                          |                          |                          |  | 8                      | Golden State           | 112                    |  | 8 | Memphis |                        |                        |  |
|                                           | Barrage pour la 8e place | Barrage pour la 8e place | Barrage pour la 8e place |  | 9                      | Memphis                | 117 (OT)               |  |   |         |                        |                        |  |
|                                           | 9                        | Memphis                  | 100                      |  |                        |                        |                        |  |   |         |                        |                        |  |
| 10                                        | San Antonio              | 96                       |                          |  |                        |                        |                        |  |   |         |                        |                        |  |

### Conférence Est

#### Play-in pour les7eet8eplaces

##### (7)Celtics de Bostonvs.Wizards de Washington(8)
| 18 mai 2021 21h00 EDT | Rapport | Wizards de Washington 100, Celtics de Boston 118       | Wizards de Washington 100, Celtics de Boston 118 | Wizards de Washington 100, Celtics de Boston 118      |  | TD Garden, Boston, Massachusetts Affluence : 4 789 Arbitres : Scott Foster, Rodney Mott, James Williams | TNT |
| 18 mai 2021 21h00 EDT | Rapport | Score par quart-temps : 21-27, 33-25, 26-38, 20-28     |                                                  |                                                       |  | TD Garden, Boston, Massachusetts Affluence : 4 789 Arbitres : Scott Foster, Rodney Mott, James Williams | TNT |
| 18 mai 2021 21h00 EDT | Rapport | Score par mi-temps : 54-52, 46-66                      |                                                  |                                                       |  | TD Garden, Boston, Massachusetts Affluence : 4 789 Arbitres : Scott Foster, Rodney Mott, James Williams | TNT |
| 18 mai 2021 21h00 EDT | Rapport | Bradley Beal, 22 Russell Westbrook, 14 Bradley Beal, 6 | Points Rebonds Passes d.                         | Jayson Tatum, 50 Tristan Thompson, 12 Marcus Smart, 6 |  | TD Garden, Boston, Massachusetts Affluence : 4 789 Arbitres : Scott Foster, Rodney Mott, James Williams | TNT |

Matchs de saison régulière
Boston remporte la série 2 à 1.
| 8 janvier 2021 | Rapport | Wizards de Washington 106, Celtics de Boston 116 | Wizards de Washington 106, Celtics de Boston 116 | Wizards de Washington 106, Celtics de Boston 116 |  | TD Garden, Boston, Massachusetts |

| 14 février 2021 | Rapport | Celtics de Boston 91, Wizards de Washington 104 | Celtics de Boston 91, Wizards de Washington 104 | Celtics de Boston 91, Wizards de Washington 104 |  | Capital One Arena, Washington |

| 28 février 2021 | Rapport | Wizards de Washington 110, Celtics de Boston 111 | Wizards de Washington 110, Celtics de Boston 111 | Wizards de Washington 110, Celtics de Boston 111 |  | TD Garden, Boston, Massachusetts |

##### (9)Pacers de l'Indianavs.Hornets de Charlotte(10)
| 18 mai 2021 18h30 EDT | Rapport | Hornets de Charlotte 117, Pacers de l'Indiana 144    | Hornets de Charlotte 117, Pacers de l'Indiana 144 | Hornets de Charlotte 117, Pacers de l'Indiana 144           |  | Bankers Life Fieldhouse, Indianapolis, Indiana Arbitres : Tony Brothers, Derrick Collins, Eric Lewis, Curtis Blair | TNT |
| 18 mai 2021 18h30 EDT | Rapport | Score par quart-temps : 24-40, 21-29, 33-39, 39-36   |                                                   |                                                             |  | Bankers Life Fieldhouse, Indianapolis, Indiana Arbitres : Tony Brothers, Derrick Collins, Eric Lewis, Curtis Blair | TNT |
| 18 mai 2021 18h30 EDT | Rapport | Score par mi-temps : 45-69, 72-75                    |                                                   |                                                             |  | Bankers Life Fieldhouse, Indianapolis, Indiana Arbitres : Tony Brothers, Derrick Collins, Eric Lewis, Curtis Blair | TNT |
| 18 mai 2021 18h30 EDT | Rapport | Miles Bridges, 23 Bridges, Rozier, 8 Terry Rozier, 6 | Points Rebonds Passes d.                          | Oshae Brissett, 23 Domantas Sabonis, 21 Domantas Sabonis, 9 |  | Bankers Life Fieldhouse, Indianapolis, Indiana Arbitres : Tony Brothers, Derrick Collins, Eric Lewis, Curtis Blair | TNT |

Matchs de saison régulière
Charlotte remporte la série 2 à 1.
| 27 janvier 2021 | Rapport | Pacers de l'Indiana 116, Hornets de Charlotte 106 | Pacers de l'Indiana 116, Hornets de Charlotte 106 | Pacers de l'Indiana 116, Hornets de Charlotte 106 |  | Spectrum Center, Charlotte, Caroline du Nord |

| 29 janvier 2021 | Rapport | Pacers de l'Indiana 105, Hornets de Charlotte 108 | Pacers de l'Indiana 105, Hornets de Charlotte 108 | Pacers de l'Indiana 105, Hornets de Charlotte 108 |  | Spectrum Center, Charlotte, Caroline du Nord |

| 2 avril 2021 | Rapport | Hornets de Charlotte 114, Pacers de l'Indiana 97 | Hornets de Charlotte 114, Pacers de l'Indiana 97 | Hornets de Charlotte 114, Pacers de l'Indiana 97 |  | Bankers Life Fieldhouse, Indianapolis, Indiana |

##### (8)Wizards de Washingtonvs.Pacers de l'Indiana(9)
| 20 mai 2021 20h00 EDT | Rapport | Pacers de l'Indiana 115, Wizards de Washington 142            | Pacers de l'Indiana 115, Wizards de Washington 142 | Pacers de l'Indiana 115, Wizards de Washington 142        |  | Capital One Arena, Washington, D.C. Arbitres : Michael Smith, Courtney Kirkland, David Guthrie, Ben Taylor | TNT |
| 20 mai 2021 20h00 EDT | Rapport | Score par quart-temps : 29-30, 23-36, 31-48, 32-28            |                                                    |                                                           |  | Capital One Arena, Washington, D.C. Arbitres : Michael Smith, Courtney Kirkland, David Guthrie, Ben Taylor | TNT |
| 20 mai 2021 20h00 EDT | Rapport | Score par mi-temps : 52-66, 63-76                             |                                                    |                                                           |  | Capital One Arena, Washington, D.C. Arbitres : Michael Smith, Courtney Kirkland, David Guthrie, Ben Taylor | TNT |
| 20 mai 2021 20h00 EDT | Rapport | Malcolm Brogdon, 24 Domantas Sabonis, 11 Domantas Sabonis, 10 | Points Rebonds Passes d.                           | Bradley Beal, 25 Daniel Gafford, 13 Russell Westbrook, 15 |  | Capital One Arena, Washington, D.C. Arbitres : Michael Smith, Courtney Kirkland, David Guthrie, Ben Taylor | TNT |

Matchs de saison régulière
Washington remporte la série 3 à 0.
| 30 mars 2020 | Rapport | Pacers de l'Indiana 124, Wizards de Washington 132 | Pacers de l'Indiana 124, Wizards de Washington 132 | Pacers de l'Indiana 124, Wizards de Washington 132 |  | Capital One Arena, Washington |

| 4 mai 2021 | Rapport | Pacers de l'Indiana 142, Wizards de Washington 154 | Pacers de l'Indiana 142, Wizards de Washington 154 | Pacers de l'Indiana 142, Wizards de Washington 154 |  | Capital One Arena, Washington |

| 9 mai 2021 | Rapport | Wizards de Washington 133, Pacers de l'Indiana 132 | Wizards de Washington 133, Pacers de l'Indiana 132 | Wizards de Washington 133, Pacers de l'Indiana 132 |  | Bankers Life Fieldhouse, Indianapolis, Indiana |

### Conférence Ouest

#### Play-in pour les7eet8eplaces

##### (7)Lakers de Los Angelesvs.Warriors de Golden State(8)
| 19 mai 2021 22h00 EDT | Rapport | Warriors de Golden State 100, Lakers de Los Angeles 103 | Warriors de Golden State 100, Lakers de Los Angeles 103 | Warriors de Golden State 100, Lakers de Los Angeles 103 |  | Staples Center, Los Angeles, Californie Affluence : 6 022 Arbitres : Brian Forte, John Goble, Josh Tiven, Tre Maddox | ESPN |
| 19 mai 2021 22h00 EDT | Rapport | Score par quart-temps : 28-22, 27-20, 24-35, 21-26      |                                                         |                                                         |  | Staples Center, Los Angeles, Californie Affluence : 6 022 Arbitres : Brian Forte, John Goble, Josh Tiven, Tre Maddox | ESPN |
| 19 mai 2021 22h00 EDT | Rapport | Score par mi-temps : 55-42, 45-61                       |                                                         |                                                         |  | Staples Center, Los Angeles, Californie Affluence : 6 022 Arbitres : Brian Forte, John Goble, Josh Tiven, Tre Maddox | ESPN |
| 19 mai 2021 22h00 EDT | Rapport | Stephen Curry, 37 Kevon Looney, 13 Draymond Green, 8    | Points Rebonds Passes d.                                | Anthony Davis, 25 Anthony Davis, 12 LeBron James, 10    |  | Staples Center, Los Angeles, Californie Affluence : 6 022 Arbitres : Brian Forte, John Goble, Josh Tiven, Tre Maddox | ESPN |

Matchs de saison régulière
Los Angeles remporte la série 2 à 1.
| 18 janvier 2021 | Rapport | Warriors de Golden State 115, Lakers de Los Angeles 113 | Warriors de Golden State 115, Lakers de Los Angeles 113 | Warriors de Golden State 115, Lakers de Los Angeles 113 |  | Staples Center, Los Angeles, Californie |

| 28 février 2021 | Rapport | Warriors de Golden State 91, Lakers de Los Angeles 117 | Warriors de Golden State 91, Lakers de Los Angeles 117 | Warriors de Golden State 91, Lakers de Los Angeles 117 |  | Staples Center, Los Angeles, Californie |

| 15 mars 2021 | Rapport | Lakers de Los Angeles 128, Warriors de Golden State 97 | Lakers de Los Angeles 128, Warriors de Golden State 97 | Lakers de Los Angeles 128, Warriors de Golden State 97 |  | Chase Center, San Francisco, Californie |

##### (9)Grizzlies de Memphisvs.Spurs de San Antonio(10)
| 19 mai 2021 19h30 EDT | Rapport | Spurs de San Antonio 96, Grizzlies de Memphis 100        | Spurs de San Antonio 96, Grizzlies de Memphis 100 | Spurs de San Antonio 96, Grizzlies de Memphis 100    |  | FedEx Forum, Memphis, Tennessee Affluence : 7 019 Arbitres : Marc Davis, Sean Wright, Mark Lindsay, Karl Lane | ESPN |
| 19 mai 2021 19h30 EDT | Rapport | Score par quart-temps : 19-38, 30-18, 16-16, 31-28       |                                                   |                                                      |  | FedEx Forum, Memphis, Tennessee Affluence : 7 019 Arbitres : Marc Davis, Sean Wright, Mark Lindsay, Karl Lane | ESPN |
| 19 mai 2021 19h30 EDT | Rapport | Score par mi-temps : 49-56, 47-44                        |                                                   |                                                      |  | FedEx Forum, Memphis, Tennessee Affluence : 7 019 Arbitres : Marc Davis, Sean Wright, Mark Lindsay, Karl Lane | ESPN |
| 19 mai 2021 19h30 EDT | Rapport | DeRozan, Gay, 20 Dejounte Murray, 13 Dejounte Murray, 11 | Points Rebonds Passes d.                          | Dillon Brooks, 24 Jonas Valančiūnas, 23 Ja Morant, 6 |  | FedEx Forum, Memphis, Tennessee Affluence : 7 019 Arbitres : Marc Davis, Sean Wright, Mark Lindsay, Karl Lane | ESPN |

Matchs de saison régulière
Memphis remporte la série 2 à 1.
| 23 décembre 2020 | Rapport | Spurs de San Antonio 131, Grizzlies de Memphis 119 | Spurs de San Antonio 131, Grizzlies de Memphis 119 | Spurs de San Antonio 131, Grizzlies de Memphis 119 |  | FedEx Forum, Memphis, Tennessee |

| 30 janvier 2021 | Rapport | Grizzlies de Memphis 129, Spurs de San Antonio 112 | Grizzlies de Memphis 129, Spurs de San Antonio 112 | Grizzlies de Memphis 129, Spurs de San Antonio 112 |  | AT&T Center, San Antonio, Texas |

| 1er février 2021 | Rapport | Grizzlies de Memphis 133, Spurs de San Antonio 102 | Grizzlies de Memphis 133, Spurs de San Antonio 102 | Grizzlies de Memphis 133, Spurs de San Antonio 102 |  | AT&T Center, San Antonio, Texas |

##### (8)Warriors de Golden Statevs.Grizzlies de Memphis(9)
| 21 mai 2021 21h00 EDT | Rapport | Grizzlies de Memphis 117, Warriors de Golden State 112                    | Grizzlies de Memphis 117, Warriors de Golden State 112 | Grizzlies de Memphis 117, Warriors de Golden State 112  | OT | Chase Center, San Francisco, Californie Affluence : 7 505 Arbitres : Scott Foster, Eric Lewis, James Williams | ESPN |
| 21 mai 2021 21h00 EDT | Rapport | Score par quart-temps : 30-29, 32-20, 16-24, 21-26 ; prolongation : 18-13 |                                                        |                                                         | OT | Chase Center, San Francisco, Californie Affluence : 7 505 Arbitres : Scott Foster, Eric Lewis, James Williams | ESPN |
| 21 mai 2021 21h00 EDT | Rapport | Score par mi-temps : 62-49, 55-63                                         |                                                        |                                                         | OT | Chase Center, San Francisco, Californie Affluence : 7 505 Arbitres : Scott Foster, Eric Lewis, James Williams | ESPN |
| 21 mai 2021 21h00 EDT | Rapport | Ja Morant, 35 Jonas Valančiūnas, 12 Morant, Anderson, 6                   | Points Rebonds Passes d.                               | Stephen Curry, 39 Draymond Green, 16 Draymond Green, 10 | OT | Chase Center, San Francisco, Californie Affluence : 7 505 Arbitres : Scott Foster, Eric Lewis, James Williams | ESPN |

Matchs de saison régulière
Golden State remporte la série 2 à 1.
| 20 mars 2020 | Rapport | Warriors de Golden State 116, Grizzlies de Memphis 103 | Warriors de Golden State 116, Grizzlies de Memphis 103 | Warriors de Golden State 116, Grizzlies de Memphis 103 |  | FedEx Forum, Memphis, Tennessee |

| 21 mars 2021 | Rapport | Warriors de Golden State 103, Grizzlies de Memphis 111 | Warriors de Golden State 103, Grizzlies de Memphis 111 | Warriors de Golden State 103, Grizzlies de Memphis 111 |  | FedEx Forum, Memphis, Tennessee |

| 16 mai 2021 | Rapport | Grizzlies de Memphis 101, Warriors de Golden State 113 | Grizzlies de Memphis 101, Warriors de Golden State 113 | Grizzlies de Memphis 101, Warriors de Golden State 113 |  | Chase Center, San Francisco, Californie |

## Tableau
|  | 1er tour         | 1er tour                  | 1er tour                |   |                         | Demi-finales de Conférence | Demi-finales de Conférence | Demi-finales de Conférence |  |   | Finales de Conférence   | Finales de Conférence | Finales de Conférence |  |   | Finale NBA         | Finale NBA | Finale NBA |
|  |                  |                           |                         |   |                         |                            |                            |                            |  |   |                         |                       |                       |  |   |                    |            |            |
|  | 1                | 76ers de Philadelphie     | 4                       |   |                         |                            |                            |                            |  |   |                         |                       |                       |  |   |                    |            |            |
|  | 8                | Wizards de Washington     | 1                       |   |                         |                            |                            |                            |  |   |                         |                       |                       |  |   |                    |            |            |
|  | 8                | Wizards de Washington     | 1                       |   | 1                       | 76ers de Philadelphie      | 3                          |                            |  |   |                         |                       |                       |  |   |                    |            |            |
|  |                  |                           |                         |   | 1                       | 76ers de Philadelphie      | 3                          |                            |  |   |                         |                       |                       |  |   |                    |            |            |
|  |                  | 5                         | Hawks d'Atlanta         | 4 |                         |                            |                            |                            |  |   |                         |                       |                       |  |   |                    |            |            |
|  | 4                | 5                         | Hawks d'Atlanta         | 4 | Knicks de New York      | 1                          |                            |                            |  |   |                         |                       |                       |  |   |                    |            |            |
|  | 4                |                           |                         |   | Knicks de New York      | 1                          |                            |                            |  |   |                         |                       |                       |  |   |                    |            |            |
|  | 5                | Hawks d'Atlanta           | 4                       |   |                         |                            |                            |                            |  |   |                         |                       |                       |  |   |                    |            |            |
|  | 5                | Hawks d'Atlanta           | 4                       |   |                         |                            |                            |                            |  | 5 | Hawks d'Atlanta         | 2                     |                       |  |   |                    |            |            |
|  | Conférence Est   |                           |                         |   |                         |                            |                            |                            |  | 5 | Hawks d'Atlanta         | 2                     |                       |  |   |                    |            |            |
|  |                  | 3                         | Bucks de Milwaukee      | 4 |                         |                            |                            |                            |  |   |                         |                       |                       |  |   |                    |            |            |
|  | 3                | 3                         | Bucks de Milwaukee      | 4 | Bucks de Milwaukee      | 4                          |                            |                            |  |   |                         |                       |                       |  |   |                    |            |            |
|  | 3                |                           |                         |   | Bucks de Milwaukee      | 4                          |                            |                            |  |   |                         |                       |                       |  |   |                    |            |            |
|  | 6                | Heat de Miami             | 0                       |   |                         |                            |                            |                            |  |   |                         |                       |                       |  |   |                    |            |            |
|  | 6                | Heat de Miami             | 0                       |   | 3                       | Bucks de Milwaukee         | 4                          |                            |  |   |                         |                       |                       |  |   |                    |            |            |
|  |                  |                           |                         |   | 3                       | Bucks de Milwaukee         | 4                          |                            |  |   |                         |                       |                       |  |   |                    |            |            |
|  |                  | 2                         | Nets de Brooklyn        | 3 |                         |                            |                            |                            |  |   |                         |                       |                       |  |   |                    |            |            |
|  | 2                | 2                         | Nets de Brooklyn        | 3 | Nets de Brooklyn        | 4                          |                            |                            |  |   |                         |                       |                       |  |   |                    |            |            |
|  | 2                |                           |                         |   | Nets de Brooklyn        | 4                          |                            |                            |  |   |                         |                       |                       |  |   |                    |            |            |
|  | 7                | Celtics de Boston         | 1                       |   |                         |                            |                            |                            |  |   |                         |                       |                       |  |   |                    |            |            |
|  | 7                | Celtics de Boston         | 1                       |   |                         |                            |                            |                            |  |   |                         |                       |                       |  | 3 | Bucks de Milwaukee | 4          |            |
|  |                  |                           |                         |   |                         |                            |                            |                            |  |   |                         |                       |                       |  | 3 | Bucks de Milwaukee | 4          |            |
|  |                  | 2                         | Suns de Phoenix         | 2 |                         |                            |                            |                            |  |   |                         |                       |                       |  |   |                    |            |            |
|  | 1                | 2                         | Suns de Phoenix         | 2 | Jazz de l'Utah          | 4                          |                            |                            |  |   |                         |                       |                       |  |   |                    |            |            |
|  | 1                |                           |                         |   | Jazz de l'Utah          | 4                          |                            |                            |  |   |                         |                       |                       |  |   |                    |            |            |
|  | 8                | Grizzlies de Memphis      | 1                       |   |                         |                            |                            |                            |  |   |                         |                       |                       |  |   |                    |            |            |
|  | 8                | Grizzlies de Memphis      | 1                       |   | 1                       | Jazz de l'Utah             | 2                          |                            |  |   |                         |                       |                       |  |   |                    |            |            |
|  |                  |                           |                         |   | 1                       | Jazz de l'Utah             | 2                          |                            |  |   |                         |                       |                       |  |   |                    |            |            |
|  |                  | 4                         | Clippers de Los Angeles | 4 |                         |                            |                            |                            |  |   |                         |                       |                       |  |   |                    |            |            |
|  | 4                | 4                         | Clippers de Los Angeles | 4 | Clippers de Los Angeles | 4                          |                            |                            |  |   |                         |                       |                       |  |   |                    |            |            |
|  | 4                |                           |                         |   | Clippers de Los Angeles | 4                          |                            |                            |  |   |                         |                       |                       |  |   |                    |            |            |
|  | 5                | Mavericks de Dallas       | 3                       |   |                         |                            |                            |                            |  |   |                         |                       |                       |  |   |                    |            |            |
|  | 5                | Mavericks de Dallas       | 3                       |   |                         |                            |                            |                            |  | 4 | Clippers de Los Angeles | 2                     |                       |  |   |                    |            |            |
|  | Conférence Ouest |                           |                         |   |                         |                            |                            |                            |  | 4 | Clippers de Los Angeles | 2                     |                       |  |   |                    |            |            |
|  |                  | 2                         | Suns de Phoenix         | 4 |                         |                            |                            |                            |  |   |                         |                       |                       |  |   |                    |            |            |
|  | 3                | 2                         | Suns de Phoenix         | 4 | Nuggets de Denver       | 4                          |                            |                            |  |   |                         |                       |                       |  |   |                    |            |            |
|  | 3                |                           |                         |   | Nuggets de Denver       | 4                          |                            |                            |  |   |                         |                       |                       |  |   |                    |            |            |
|  | 6                | Trail Blazers de Portland | 2                       |   |                         |                            |                            |                            |  |   |                         |                       |                       |  |   |                    |            |            |
|  | 6                | Trail Blazers de Portland | 2                       |   | 3                       | Nuggets de Denver          | 0                          |                            |  |   |                         |                       |                       |  |   |                    |            |            |
|  |                  |                           |                         |   | 3                       | Nuggets de Denver          | 0                          |                            |  |   |                         |                       |                       |  |   |                    |            |            |
|  |                  | 2                         | Suns de Phoenix         | 4 |                         |                            |                            |                            |  |   |                         |                       |                       |  |   |                    |            |            |
|  | 2                | 2                         | Suns de Phoenix         | 4 | Suns de Phoenix         | 4                          |                            |                            |  |   |                         |                       |                       |  |   |                    |            |            |
|  | 2                |                           |                         |   | Suns de Phoenix         | 4                          |                            |                            |  |   |                         |                       |                       |  |   |                    |            |            |
|  | 7                | Lakers de Los Angeles     | 2                       |   |                         |                            |                            |                            |  |   |                         |                       |                       |  |   |                    |            |            |

## Premier tour

### Conférence Est

#### (1)76ers de Philadelphievs.Wizards de Washington(8)
| 23 mai 2021 13h00 EDT | Rapport | Wizards de Washington 118, 76ers de Philadelphie 125    | Wizards de Washington 118, 76ers de Philadelphie 125 | Wizards de Washington 118, 76ers de Philadelphie 125 |  | Wells Fargo Center, Philadelphie, Pennsylvanie Affluence : 11 160 Arbitres : Eric Lewis, Pat Fraher, Kevin Cutler | TNT |
| 23 mai 2021 13h00 EDT | Rapport | Score par quart-temps : 28-27, 34-34, 31-38, 25-26      |                                                      |                                                      |  | Wells Fargo Center, Philadelphie, Pennsylvanie Affluence : 11 160 Arbitres : Eric Lewis, Pat Fraher, Kevin Cutler | TNT |
| 23 mai 2021 13h00 EDT | Rapport | Score par mi-temps : 62-61, 56-64                       |                                                      |                                                      |  | Wells Fargo Center, Philadelphie, Pennsylvanie Affluence : 11 160 Arbitres : Eric Lewis, Pat Fraher, Kevin Cutler | TNT |
| 23 mai 2021 13h00 EDT | Rapport | Bradley Beal, 33 Bradley Beal, 10 Russell Westbrook, 15 | Points Rebonds Passes d.                             | Tobias Harris, 37 Ben Simmons, 15 Ben Simmons, 15    |  | Wells Fargo Center, Philadelphie, Pennsylvanie Affluence : 11 160 Arbitres : Eric Lewis, Pat Fraher, Kevin Cutler | TNT |

| 26 mai 2021 19h00 EDT | Rapport | Wizards de Washington 95, 76ers de Philadelphie 120     | Wizards de Washington 95, 76ers de Philadelphie 120 | Wizards de Washington 95, 76ers de Philadelphie 120  |  | Wells Fargo Center, Philadelphie, Pennsylvanie Affluence : 11 160 Arbitres : Marc Davis, Kevin Scott, Jacyn Goble | NBA TV |
| 26 mai 2021 19h00 EDT | Rapport | Score par quart-temps : 24-35, 33-36, 23-23, 15-26      |                                                     |                                                      |  | Wells Fargo Center, Philadelphie, Pennsylvanie Affluence : 11 160 Arbitres : Marc Davis, Kevin Scott, Jacyn Goble | NBA TV |
| 26 mai 2021 19h00 EDT | Rapport | Score par mi-temps : 57-71, 38-49                       |                                                     |                                                      |  | Wells Fargo Center, Philadelphie, Pennsylvanie Affluence : 11 160 Arbitres : Marc Davis, Kevin Scott, Jacyn Goble | NBA TV |
| 26 mai 2021 19h00 EDT | Rapport | Bradley Beal, 33 Rui Hachimura, 7 Russell Westbrook, 11 | Points Rebonds Passes d.                            | Simmons, Embiid, 22 Dwight Howard, 11 Ben Simmons, 8 |  | Wells Fargo Center, Philadelphie, Pennsylvanie Affluence : 11 160 Arbitres : Marc Davis, Kevin Scott, Jacyn Goble | NBA TV |

| 29 mai 2021 19h00 EDT | Rapport | 76ers de Philadelphie 132, Wizards de Washington 103 | 76ers de Philadelphie 132, Wizards de Washington 103 | 76ers de Philadelphie 132, Wizards de Washington 103              |  | Capital One Arena, Washington, D.C. Affluence : 10 665 Arbitres : James Capers, Ben Taylor, Michael Smith | ESPN |
| 29 mai 2021 19h00 EDT | Rapport | Score par quart-temps : 36-28, 36-30, 37-28, 23-17   |                                                      |                                                                   |  | Capital One Arena, Washington, D.C. Affluence : 10 665 Arbitres : James Capers, Ben Taylor, Michael Smith | ESPN |
| 29 mai 2021 19h00 EDT | Rapport | Score par mi-temps : 72-58, 60-45                    |                                                      |                                                                   |  | Capital One Arena, Washington, D.C. Affluence : 10 665 Arbitres : James Capers, Ben Taylor, Michael Smith | ESPN |
| 29 mai 2021 19h00 EDT | Rapport | Joel Embiid, 36 Tobias Harris, 13 Ben Simmons, 9     | Points Rebonds Passes d.                             | Russell Westbrook, 26 Russell Westbrook, 12 Russell Westbrook, 10 |  | Capital One Arena, Washington, D.C. Affluence : 10 665 Arbitres : James Capers, Ben Taylor, Michael Smith | ESPN |

| 31 mai 2021 19h00 EDT | Rapport | 76ers de Philadelphie 114, Wizards de Washington 122 | 76ers de Philadelphie 114, Wizards de Washington 122 | 76ers de Philadelphie 114, Wizards de Washington 122         |  | Capital One Arena, Washington, D.C. Affluence : 10 665 Arbitres : Kane Fitzgerald, Courtney Kirkland, Sean Corbin | TNT, BeIn Sports |
| 31 mai 2021 19h00 EDT | Rapport | Score par quart-temps : 31-28, 30-32, 19-32, 34-30   |                                                      |                                                              |  | Capital One Arena, Washington, D.C. Affluence : 10 665 Arbitres : Kane Fitzgerald, Courtney Kirkland, Sean Corbin | TNT, BeIn Sports |
| 31 mai 2021 19h00 EDT | Rapport | Score par mi-temps : 61-60, 53-62                    |                                                      |                                                              |  | Capital One Arena, Washington, D.C. Affluence : 10 665 Arbitres : Kane Fitzgerald, Courtney Kirkland, Sean Corbin | TNT, BeIn Sports |
| 31 mai 2021 19h00 EDT | Rapport | Tobias Harris, 21 Ben Simmons, 12 Tobias Harris, 5   | Points Rebonds Passes d.                             | Bradley Beal, 27 Russell Westbrook, 21 Russell Westbrook, 14 |  | Capital One Arena, Washington, D.C. Affluence : 10 665 Arbitres : Kane Fitzgerald, Courtney Kirkland, Sean Corbin | TNT, BeIn Sports |

| 2 juin 2021 19h00 EDT | Rapport | Wizards de Washington 112, 76ers de Philadelphie 129        | Wizards de Washington 112, 76ers de Philadelphie 129 | Wizards de Washington 112, 76ers de Philadelphie 129 |  | Wells Fargo Center, Philadelphie, Pennsylvanie Affluence : 15 523 Arbitres : Josh Tiven, Ed Malloy, Tre Maddox | NBA TV |
| 2 juin 2021 19h00 EDT | Rapport | Score par quart-temps : 29-29, 34-36, 31-38, 18-26          |                                                      |                                                      |  | Wells Fargo Center, Philadelphie, Pennsylvanie Affluence : 15 523 Arbitres : Josh Tiven, Ed Malloy, Tre Maddox | NBA TV |
| 2 juin 2021 19h00 EDT | Rapport | Score par mi-temps : 63-65, 49-64                           |                                                      |                                                      |  | Wells Fargo Center, Philadelphie, Pennsylvanie Affluence : 15 523 Arbitres : Josh Tiven, Ed Malloy, Tre Maddox | NBA TV |
| 2 juin 2021 19h00 EDT | Rapport | Bradley Beal, 32 Russell Westbrook, 8 Russell Westbrook, 10 | Points Rebonds Passes d.                             | Seth Curry, 30 Ben Simmons, 10 Ben Simmons, 11       |  | Wells Fargo Center, Philadelphie, Pennsylvanie Affluence : 15 523 Arbitres : Josh Tiven, Ed Malloy, Tre Maddox | NBA TV |
| 2 juin 2021 19h00 EDT | Rapport | Philadelphie remporte la série 4 à 1.                       |                                                      |                                                      |  | Wells Fargo Center, Philadelphie, Pennsylvanie Affluence : 15 523 Arbitres : Josh Tiven, Ed Malloy, Tre Maddox | NBA TV |

Matchs de saison régulière
Philadelphie remporte la série 3 à 0.
| 23 décembre 2020 | Rapport | Wizards de Washington 107, 76ers de Philadelphie 113 | Wizards de Washington 107, 76ers de Philadelphie 113 | Wizards de Washington 107, 76ers de Philadelphie 113 |  | Wells Fargo Center, Philadelphie, Pennsylvanie |

| 6 janvier 2021 | Rapport | Wizards de Washington 136, 76ers de Philadelphie 141 | Wizards de Washington 136, 76ers de Philadelphie 141 | Wizards de Washington 136, 76ers de Philadelphie 141 |  | Wells Fargo Center, Philadelphie, Pennsylvanie |

| 12 mars 2021 | Rapport | 76ers de Philadelphie 127, Wizards de Washington 101 | 76ers de Philadelphie 127, Wizards de Washington 101 | 76ers de Philadelphie 127, Wizards de Washington 101 |  | Capital One Arena, Washington, D.C. |

Dernière rencontre en playoffsPremier tour de conférence Est 1986 (Philadelphie gagne 3-2).

#### (2)Nets de Brooklynvs.Celtics de Boston(7)
| 22 mai 2021 20h00 EDT | Rapport | Celtics de Boston 93, Nets de Brooklyn 104            | Celtics de Boston 93, Nets de Brooklyn 104 | Celtics de Boston 93, Nets de Brooklyn 104        |  | Barclays Center, Brooklyn, New York Affluence : 14 391 Arbitres : Josh Tiven, Courtney Kirkland, Scott Wall | ABC |
| 22 mai 2021 20h00 EDT | Rapport | Score par quart-temps : 21-16, 32-31, 20-31, 20-26    |                                            |                                                   |  | Barclays Center, Brooklyn, New York Affluence : 14 391 Arbitres : Josh Tiven, Courtney Kirkland, Scott Wall | ABC |
| 22 mai 2021 20h00 EDT | Rapport | Score par mi-temps : 53-47, 40-57                     |                                            |                                                   |  | Barclays Center, Brooklyn, New York Affluence : 14 391 Arbitres : Josh Tiven, Courtney Kirkland, Scott Wall | ABC |
| 22 mai 2021 20h00 EDT | Rapport | Jayson Tatum, 22 Tristan Thompson, 10 Smart, Tatum, 5 | Points Rebonds Passes d.                   | Kevin Durant, 32 Kevin Durant, 12 James Harden, 8 |  | Barclays Center, Brooklyn, New York Affluence : 14 391 Arbitres : Josh Tiven, Courtney Kirkland, Scott Wall | ABC |

| 25 mai 2021 19h30 EDT | Rapport | Celtics de Boston 108, Nets de Brooklyn 130           | Celtics de Boston 108, Nets de Brooklyn 130 | Celtics de Boston 108, Nets de Brooklyn 130       |  | Barclays Center, Brooklyn, New York Affluence : 14 774 Arbitres : James Capers, Ken Mauer, Sean Corbin | TNT |
| 25 mai 2021 19h30 EDT | Rapport | Score par quart-temps : 26-40, 21-31, 35-38, 26-21    |                                             |                                                   |  | Barclays Center, Brooklyn, New York Affluence : 14 774 Arbitres : James Capers, Ken Mauer, Sean Corbin | TNT |
| 25 mai 2021 19h30 EDT | Rapport | Score par mi-temps : 47-71, 61-59                     |                                             |                                                   |  | Barclays Center, Brooklyn, New York Affluence : 14 774 Arbitres : James Capers, Ken Mauer, Sean Corbin | TNT |
| 25 mai 2021 19h30 EDT | Rapport | Marcus Smart, 19 Tristan Thompson, 11 Kemba Walker, 7 | Points Rebonds Passes d.                    | Kevin Durant, 26 Durant, Brown, 8 James Harden, 7 |  | Barclays Center, Brooklyn, New York Affluence : 14 774 Arbitres : James Capers, Ken Mauer, Sean Corbin | TNT |

| 28 mai 2021 20h30 EDT | Rapport | Nets de Brooklyn 119, Celtics de Boston 125        | Nets de Brooklyn 119, Celtics de Boston 125 | Nets de Brooklyn 119, Celtics de Boston 125           |  | TD Garden, Boston, Massachusetts Affluence : 4 789 Arbitres : Eric Lewis, Curtis Blair, Brent Barnaky | ABC, BeIn Sports |
| 28 mai 2021 20h30 EDT | Rapport | Score par quart-temps : 32-33, 25-28, 27-35, 35-29 |                                             |                                                       |  | TD Garden, Boston, Massachusetts Affluence : 4 789 Arbitres : Eric Lewis, Curtis Blair, Brent Barnaky | ABC, BeIn Sports |
| 28 mai 2021 20h30 EDT | Rapport | Score par mi-temps : 57-61, 62-64                  |                                             |                                                       |  | TD Garden, Boston, Massachusetts Affluence : 4 789 Arbitres : Eric Lewis, Curtis Blair, Brent Barnaky | ABC, BeIn Sports |
| 28 mai 2021 20h30 EDT | Rapport | James Harden, 41 Kevin Durant, 9 James Harden, 10  | Points Rebonds Passes d.                    | Jayson Tatum, 50 Tristan Thompson, 13 Jayson Tatum, 7 |  | TD Garden, Boston, Massachusetts Affluence : 4 789 Arbitres : Eric Lewis, Curtis Blair, Brent Barnaky | ABC, BeIn Sports |

| 30 mai 2021 19h00 EDT | Rapport | Nets de Brooklyn 141, Celtics de Boston 126        | Nets de Brooklyn 141, Celtics de Boston 126 | Nets de Brooklyn 141, Celtics de Boston 126      |  | TD Garden, Boston, Massachusetts Affluence : 17 226 Arbitres : John Goble, Rodney Mott, Kevin Cutler | TNT |
| 30 mai 2021 19h00 EDT | Rapport | Score par quart-temps : 33-34, 40-26, 39-31, 29-35 |                                             |                                                  |  | TD Garden, Boston, Massachusetts Affluence : 17 226 Arbitres : John Goble, Rodney Mott, Kevin Cutler | TNT |
| 30 mai 2021 19h00 EDT | Rapport | Score par mi-temps : 73-60, 68-66                  |                                             |                                                  |  | TD Garden, Boston, Massachusetts Affluence : 17 226 Arbitres : John Goble, Rodney Mott, Kevin Cutler | TNT |
| 30 mai 2021 19h00 EDT | Rapport | Kevin Durant, 42 Kyrie Irving, 11 James Harden, 18 | Points Rebonds Passes d.                    | Jayson Tatum, 40 Jayson Tatum, 7 Marcus Smart, 9 |  | TD Garden, Boston, Massachusetts Affluence : 17 226 Arbitres : John Goble, Rodney Mott, Kevin Cutler | TNT |

| 1er juin 2021 19h30 EDT | Rapport | Celtics de Boston 109, Nets de Brooklyn 123         | Celtics de Boston 109, Nets de Brooklyn 123 | Celtics de Boston 109, Nets de Brooklyn 123 |  | Barclays Center, Brooklyn, New York Affluence : 14 993 Arbitres : Zach Zarba, Ben Taylor, Michael Smith | TNT |
| 1er juin 2021 19h30 EDT | Rapport | Score par quart-temps : 24-31, 27-28, 28-27, 30-37  |                                             |                                             |  | Barclays Center, Brooklyn, New York Affluence : 14 993 Arbitres : Zach Zarba, Ben Taylor, Michael Smith | TNT |
| 1er juin 2021 19h30 EDT | Rapport | Score par mi-temps : 51-59, 58-64                   |                                             |                                             |  | Barclays Center, Brooklyn, New York Affluence : 14 993 Arbitres : Zach Zarba, Ben Taylor, Michael Smith | TNT |
| 1er juin 2021 19h30 EDT | Rapport | Jayson Tatum, 32 Tatum, Thompson, 9 Jayson Tatum, 5 | Points Rebonds Passes d.                    | James Harden, 34 James Harden, 10           |  | Barclays Center, Brooklyn, New York Affluence : 14 993 Arbitres : Zach Zarba, Ben Taylor, Michael Smith | TNT |
| 1er juin 2021 19h30 EDT | Rapport | Brooklyn remporte la série 4 à 1.                   |                                             |                                             |  | Barclays Center, Brooklyn, New York Affluence : 14 993 Arbitres : Zach Zarba, Ben Taylor, Michael Smith | TNT |

Matchs de saison régulière
Brooklyn remporte la série 3 à 0.
| 25 décembre 2020 | Rapport | Nets de Brooklyn 123, Celtics de Boston 95 | Nets de Brooklyn 123, Celtics de Boston 95 | Nets de Brooklyn 123, Celtics de Boston 95 |  | TD Garden, Boston, Massachusetts |

| 11 mars 2021 | Rapport | Celtics de Boston 109, Nets de Brooklyn 121 | Celtics de Boston 109, Nets de Brooklyn 121 | Celtics de Boston 109, Nets de Brooklyn 121 |  | Barclays Center, Brooklyn, New York |

| 23 avril 2021 | Rapport | Celtics de Boston 104, Nets de Brooklyn 109 | Celtics de Boston 104, Nets de Brooklyn 109 | Celtics de Boston 104, Nets de Brooklyn 109 |  | Barclays Center, Brooklyn, New York |

Dernière rencontre en playoffsDemi-finale de conférence Est 2003 (New Jersey gagne 4-0).

#### (3)Bucks de Milwaukeevs.Heat de Miami(6)
| 22 mai 2021 14h00 EDT | Rapport | Heat de Miami 107, Bucks de Milwaukee 109                                | Heat de Miami 107, Bucks de Milwaukee 109 | Heat de Miami 107, Bucks de Milwaukee 109                        | OT | Fiserv Forum, Milwaukee, Wisconsin Affluence : 9 107 Arbitres : David Guthrie, Sean Wright, Tyler Ford | ESPN, BeIn Sports |
| 22 mai 2021 14h00 EDT | Rapport | Score par quart-temps : 24-22, 26-31, 28-27, 21-19 ; prolongation : 8-10 |                                           |                                                                  | OT | Fiserv Forum, Milwaukee, Wisconsin Affluence : 9 107 Arbitres : David Guthrie, Sean Wright, Tyler Ford | ESPN, BeIn Sports |
| 22 mai 2021 14h00 EDT | Rapport | Score par mi-temps : 50-53, 57-56                                        |                                           |                                                                  | OT | Fiserv Forum, Milwaukee, Wisconsin Affluence : 9 107 Arbitres : David Guthrie, Sean Wright, Tyler Ford | ESPN, BeIn Sports |
| 22 mai 2021 14h00 EDT | Rapport | Goran Dragić, 25 Adebayo, Ariza, 12 Jimmy Butler, 8                      | Points Rebonds Passes d.                  | Khris Middleton, 27 Giánnis Antetokoúnmpo, 18 Khris Middleton, 6 | OT | Fiserv Forum, Milwaukee, Wisconsin Affluence : 9 107 Arbitres : David Guthrie, Sean Wright, Tyler Ford | ESPN, BeIn Sports |

| 24 mai 2021 19h30 EDT | Rapport | Heat de Miami 98, Bucks de Milwaukee 132              | Heat de Miami 98, Bucks de Milwaukee 132 | Heat de Miami 98, Bucks de Milwaukee 132                             |  | Fiserv Forum, Milwaukee, Wisconsin Affluence : 9 107 Arbitres : Marc Davis, Josh Tiven, Mark Lindsay | TNT, BeIn Sports |
| 24 mai 2021 19h30 EDT | Rapport | Score par quart-temps : 20-46, 31-32, 27-29, 20-25    |                                          |                                                                      |  | Fiserv Forum, Milwaukee, Wisconsin Affluence : 9 107 Arbitres : Marc Davis, Josh Tiven, Mark Lindsay | TNT, BeIn Sports |
| 24 mai 2021 19h30 EDT | Rapport | Score par mi-temps : 51-78, 47-54                     |                                          |                                                                      |  | Fiserv Forum, Milwaukee, Wisconsin Affluence : 9 107 Arbitres : Marc Davis, Josh Tiven, Mark Lindsay | TNT, BeIn Sports |
| 24 mai 2021 19h30 EDT | Rapport | Dewayne Dedmon, 19 Dewayne Dedmon, 9 Trois joueurs, 4 | Points Rebonds Passes d.                 | Giánnis Antetokoúnmpo, 31 Giánnis Antetokoúnmpo, 13 Jrue Holiday, 15 |  | Fiserv Forum, Milwaukee, Wisconsin Affluence : 9 107 Arbitres : Marc Davis, Josh Tiven, Mark Lindsay | TNT, BeIn Sports |

| 27 mai 2021 18h30 EDT | Rapport | Bucks de Milwaukee 113, Heat de Miami 84                       | Bucks de Milwaukee 113, Heat de Miami 84 | Bucks de Milwaukee 113, Heat de Miami 84      |  | American Airlines Arena, Miami, Floride Affluence : 17 000 Arbitres : James Capers, Ken Mauer, Ed Malloy | TNT, BeIn Sports |
| 27 mai 2021 18h30 EDT | Rapport | Score par quart-temps : 26-14, 23-22, 37-24, 27-24             |                                          |                                               |  | American Airlines Arena, Miami, Floride Affluence : 17 000 Arbitres : James Capers, Ken Mauer, Ed Malloy | TNT, BeIn Sports |
| 27 mai 2021 18h30 EDT | Rapport | Score par mi-temps : 49-36, 64-48                              |                                          |                                               |  | American Airlines Arena, Miami, Floride Affluence : 17 000 Arbitres : James Capers, Ken Mauer, Ed Malloy | TNT, BeIn Sports |
| 27 mai 2021 18h30 EDT | Rapport | Khris Middleton, 22 Giánnis Antetokoúnmpo, 17 Jrue Holiday, 12 | Points Rebonds Passes d.                 | Jimmy Butler, 19 Butler, Adebayo, 8 Butler, 6 |  | American Airlines Arena, Miami, Floride Affluence : 17 000 Arbitres : James Capers, Ken Mauer, Ed Malloy | TNT, BeIn Sports |

| 29 mai 2021 12h30 EDT | Rapport | Bucks de Milwaukee 120, Heat de Miami 103                           | Bucks de Milwaukee 120, Heat de Miami 103 | Bucks de Milwaukee 120, Heat de Miami 103        |  | American Airlines Arena, Miami, Floride Affluence : 17 000 Arbitres : Zach Zarba, Karl Lane, James Williams, Jacyn Goble | TNT, BeIn Sports |
| 29 mai 2021 12h30 EDT | Rapport | Score par quart-temps : 22-26, 35-38, 34-21, 29-18                  |                                           |                                                  |  | American Airlines Arena, Miami, Floride Affluence : 17 000 Arbitres : Zach Zarba, Karl Lane, James Williams, Jacyn Goble | TNT, BeIn Sports |
| 29 mai 2021 12h30 EDT | Rapport | Score par mi-temps : 57-64, 63-39                                   |                                           |                                                  |  | American Airlines Arena, Miami, Floride Affluence : 17 000 Arbitres : Zach Zarba, Karl Lane, James Williams, Jacyn Goble | TNT, BeIn Sports |
| 29 mai 2021 12h30 EDT | Rapport | Brook Lopez, 25 Giánnis Antetokoúnmpo, 12 Giánnis Antetokoúnmpo, 15 | Points Rebonds Passes d.                  | Bam Adebayo, 20 Bam Adebayo, 14 Jimmy Butler, 10 |  | American Airlines Arena, Miami, Floride Affluence : 17 000 Arbitres : Zach Zarba, Karl Lane, James Williams, Jacyn Goble | TNT, BeIn Sports |
| 29 mai 2021 12h30 EDT | Rapport | Milwaukee remporte la série 4 à 0.                                  |                                           |                                                  |  | American Airlines Arena, Miami, Floride Affluence : 17 000 Arbitres : Zach Zarba, Karl Lane, James Williams, Jacyn Goble | TNT, BeIn Sports |

Matchs de saison régulière
Milwaukee remporte la série 2 à 1.
| 29 décembre 2020 | Rapport | Bucks de Milwaukee 144, Heat de Miami 97 | Bucks de Milwaukee 144, Heat de Miami 97 | Bucks de Milwaukee 144, Heat de Miami 97 |  | American Airlines Arena, Miami, Floride |

| 30 décembre 2020 | Rapport | Bucks de Milwaukee 108, Heat de Miami 119 | Bucks de Milwaukee 108, Heat de Miami 119 | Bucks de Milwaukee 108, Heat de Miami 119 |  | American Airlines Arena, Miami, Floride |

| 15 mai 2021 | Rapport | Heat de Miami 108, Bucks de Milwaukee 122 | Heat de Miami 108, Bucks de Milwaukee 122 | Heat de Miami 108, Bucks de Milwaukee 122 |  | Fiserv Forum, Milwaukee, Wisconsin |

Dernière rencontre en playoffsDemi-finale de conférence Est 2020 (Miami gagne 4-1).

#### (4)Knicks de New Yorkvs.Hawks d'Atlanta(5)
| 23 mai 2021 19h00 EDT | Rapport | Hawks d'Atlanta 107, Knicks de New York 105        | Hawks d'Atlanta 107, Knicks de New York 105 | Hawks d'Atlanta 107, Knicks de New York 105      |  | Madison Square Garden, New York, New York Affluence : 15 047 Arbitres : Tony Brothers, Ed Malloy, Derrick Collins | TNT |
| 23 mai 2021 19h00 EDT | Rapport | Score par quart-temps : 24-16, 28-34, 19-23, 36-32 |                                             |                                                  |  | Madison Square Garden, New York, New York Affluence : 15 047 Arbitres : Tony Brothers, Ed Malloy, Derrick Collins | TNT |
| 23 mai 2021 19h00 EDT | Rapport | Score par mi-temps : 52-50, 55-55                  |                                             |                                                  |  | Madison Square Garden, New York, New York Affluence : 15 047 Arbitres : Tony Brothers, Ed Malloy, Derrick Collins | TNT |
| 23 mai 2021 19h00 EDT | Rapport | Trae Young, 32 Clint Capela, 13 Trae Young, 10     | Points Rebonds Passes d.                    | Alec Burks, 27 Julius Randle, 12 Derrick Rose, 5 |  | Madison Square Garden, New York, New York Affluence : 15 047 Arbitres : Tony Brothers, Ed Malloy, Derrick Collins | TNT |

| 26 mai 2021 19h30 EDT | Rapport | Hawks d'Atlanta 92, Knicks de New York 101         | Hawks d'Atlanta 92, Knicks de New York 101 | Hawks d'Atlanta 92, Knicks de New York 101         |  | Madison Square Garden, New York, New York Affluence : 16 254 Arbitres : David Guthrie, Rodney Mott, Tom Washington | TNT |
| 26 mai 2021 19h30 EDT | Rapport | Score par quart-temps : 27-20, 30-24, 18-32, 17-25 |                                            |                                                    |  | Madison Square Garden, New York, New York Affluence : 16 254 Arbitres : David Guthrie, Rodney Mott, Tom Washington | TNT |
| 26 mai 2021 19h30 EDT | Rapport | Score par mi-temps : 57-44, 35-57                  |                                            |                                                    |  | Madison Square Garden, New York, New York Affluence : 16 254 Arbitres : David Guthrie, Rodney Mott, Tom Washington | TNT |
| 26 mai 2021 19h30 EDT | Rapport | Trae Young, 30 Clint Capela, 12 Trae Young, 7      | Points Rebonds Passes d.                   | Derrick Rose, 26 Julius Randle, 12 Rose, Randle, 4 |  | Madison Square Garden, New York, New York Affluence : 16 254 Arbitres : David Guthrie, Rodney Mott, Tom Washington | TNT |

| 28 mai 2021 19h00 EDT | Rapport | Knicks de New York 94, Hawks d'Atlanta 105         | Knicks de New York 94, Hawks d'Atlanta 105 | Knicks de New York 94, Hawks d'Atlanta 105     |  | State Farm Arena, Atlanta, Géorgie Affluence : 15 743 Arbitres : John Goble, Pat Fraher, Tyler Ford | ESPN, BeIn Sports |
| 28 mai 2021 19h00 EDT | Rapport | Score par quart-temps : 31-29, 13-29, 28-28, 22-19 |                                            |                                                |  | State Farm Arena, Atlanta, Géorgie Affluence : 15 743 Arbitres : John Goble, Pat Fraher, Tyler Ford | ESPN, BeIn Sports |
| 28 mai 2021 19h00 EDT | Rapport | Score par mi-temps : 44-58, 50-47                  |                                            |                                                |  | State Farm Arena, Atlanta, Géorgie Affluence : 15 743 Arbitres : John Goble, Pat Fraher, Tyler Ford | ESPN, BeIn Sports |
| 28 mai 2021 19h00 EDT | Rapport | Derrick Rose, 30 Julius Randle, 11 Derrick Rose, 5 | Points Rebonds Passes d.                   | Trae Young, 21 Clint Capela, 12 Trae Young, 14 |  | State Farm Arena, Atlanta, Géorgie Affluence : 15 743 Arbitres : John Goble, Pat Fraher, Tyler Ford | ESPN, BeIn Sports |

| 30 mai 2021 13h00 EDT | Rapport | Knicks de New York 96, Hawks d'Atlanta 113           | Knicks de New York 96, Hawks d'Atlanta 113 | Knicks de New York 96, Hawks d'Atlanta 113    |  | State Farm Arena, Atlanta, Géorgie Affluence : 16 458 Arbitres : Scott Foster, Bill Kennedy, Mark Lindsay | ABC, BeIn Sports |
| 30 mai 2021 13h00 EDT | Rapport | Score par quart-temps : 26-25, 23-28, 22-35, 25-25   |                                            |                                               |  | State Farm Arena, Atlanta, Géorgie Affluence : 16 458 Arbitres : Scott Foster, Bill Kennedy, Mark Lindsay | ABC, BeIn Sports |
| 30 mai 2021 13h00 EDT | Rapport | Score par mi-temps : 49-53, 47-60                    |                                            |                                               |  | State Farm Arena, Atlanta, Géorgie Affluence : 16 458 Arbitres : Scott Foster, Bill Kennedy, Mark Lindsay | ABC, BeIn Sports |
| 30 mai 2021 13h00 EDT | Rapport | Julius Randle, 23 Julius Randle, 10 Julius Randle, 7 | Points Rebonds Passes d.                   | Trae Young, 27 Clint Capela, 15 Trae Young, 9 |  | State Farm Arena, Atlanta, Géorgie Affluence : 16 458 Arbitres : Scott Foster, Bill Kennedy, Mark Lindsay | ABC, BeIn Sports |

| 2 juin 2021 19h30 EDT | Rapport | Hawks d'Atlanta 103, Knicks de New York 89         | Hawks d'Atlanta 103, Knicks de New York 89 | Hawks d'Atlanta 103, Knicks de New York 89           |  | Madison Square Garden, New York, New York Affluence : 16 512 Arbitres : Kane Fitzgerald, Courtney Kirkland, Brian Forte | TNT, BeIn Sports |
| 2 juin 2021 19h30 EDT | Rapport | Score par quart-temps : 21-21, 31-26, 22-15, 29-27 |                                            |                                                      |  | Madison Square Garden, New York, New York Affluence : 16 512 Arbitres : Kane Fitzgerald, Courtney Kirkland, Brian Forte | TNT, BeIn Sports |
| 2 juin 2021 19h30 EDT | Rapport | Score par mi-temps : 52-47, 51-42                  |                                            |                                                      |  | Madison Square Garden, New York, New York Affluence : 16 512 Arbitres : Kane Fitzgerald, Courtney Kirkland, Brian Forte | TNT, BeIn Sports |
| 2 juin 2021 19h30 EDT | Rapport | Trae Young, 36 Clint Capela, 15 Trae Young, 9      | Points Rebonds Passes d.                   | Julius Randle, 23 Julius Randle, 13 Rose, Barrett, 5 |  | Madison Square Garden, New York, New York Affluence : 16 512 Arbitres : Kane Fitzgerald, Courtney Kirkland, Brian Forte | TNT, BeIn Sports |
| 2 juin 2021 19h30 EDT | Rapport | Atlanta remporte la série 4 à 1.                   |                                            |                                                      |  | Madison Square Garden, New York, New York Affluence : 16 512 Arbitres : Kane Fitzgerald, Courtney Kirkland, Brian Forte | TNT, BeIn Sports |

Matchs de saison régulière
New York remporte la série 3 à 0.
| 4 janvier 2021 | Rapport | Knicks de New York 113, Hawks d'Atlanta 108 | Knicks de New York 113, Hawks d'Atlanta 108 | Knicks de New York 113, Hawks d'Atlanta 108 |  | State Farm Arena, Atlanta, Géorgie |

| 15 février 2021 | Rapport | Hawks d'Atlanta 112, Knicks de New York 123 | Hawks d'Atlanta 112, Knicks de New York 123 | Hawks d'Atlanta 112, Knicks de New York 123 |  | Madison Square Garden, New York, New York |

| 21 avril 2021 | Rapport | Hawks d'Atlanta 127, Knicks de New York 137 (OT) | Hawks d'Atlanta 127, Knicks de New York 137 (OT) | Hawks d'Atlanta 127, Knicks de New York 137 (OT) |  | Madison Square Garden, New York, New York |

Dernière rencontre en playoffsDemi-finale de conférence Est 1999 (New York gagne 4-0).

### Conférence Ouest

#### (1)Jazz de l'Utahvs.Grizzlies de Memphis(8)
| 23 mai 2021 21h30 EDT | Rapport | Grizzlies de Memphis 112, Jazz de l'Utah 109         | Grizzlies de Memphis 112, Jazz de l'Utah 109 | Grizzlies de Memphis 112, Jazz de l'Utah 109              |  | Vivint Smart Home Arena, Salt Lake City, Utah Affluence : 13 750 Arbitres : James Capers, Ken Mauer, Dedric Taylor | TNT |
| 23 mai 2021 21h30 EDT | Rapport | Score par quart-temps : 17-24, 32-19, 34-31, 29-35   |                                              |                                                           |  | Vivint Smart Home Arena, Salt Lake City, Utah Affluence : 13 750 Arbitres : James Capers, Ken Mauer, Dedric Taylor | TNT |
| 23 mai 2021 21h30 EDT | Rapport | Score par mi-temps : 49-43, 63-66                    |                                              |                                                           |  | Vivint Smart Home Arena, Salt Lake City, Utah Affluence : 13 750 Arbitres : James Capers, Ken Mauer, Dedric Taylor | TNT |
| 23 mai 2021 21h30 EDT | Rapport | Dillon Brooks, 31 Jonas Valančiūnas, 12 Ja Morant, 4 | Points Rebonds Passes d.                     | Bojan Bogdanović, 29 Rudy Gobert, 15 Mike Conley, Jr., 11 |  | Vivint Smart Home Arena, Salt Lake City, Utah Affluence : 13 750 Arbitres : James Capers, Ken Mauer, Dedric Taylor | TNT |

| 26 mai 2021 22h00 EDT | Rapport | Grizzlies de Memphis 129, Jazz de l'Utah 141        | Grizzlies de Memphis 129, Jazz de l'Utah 141 | Grizzlies de Memphis 129, Jazz de l'Utah 141              |  | Vivint Smart Home Arena, Salt Lake City, Utah Affluence : 14 200 Arbitres : Kane Fitzgerald, James Williams, JB DeRosa | TNT |
| 26 mai 2021 22h00 EDT | Rapport | Score par quart-temps : 27-36, 27-38, 43-29, 32-38  |                                              |                                                           |  | Vivint Smart Home Arena, Salt Lake City, Utah Affluence : 14 200 Arbitres : Kane Fitzgerald, James Williams, JB DeRosa | TNT |
| 26 mai 2021 22h00 EDT | Rapport | Score par mi-temps : 54-74, 75-67                   |                                              |                                                           |  | Vivint Smart Home Arena, Salt Lake City, Utah Affluence : 14 200 Arbitres : Kane Fitzgerald, James Williams, JB DeRosa | TNT |
| 26 mai 2021 22h00 EDT | Rapport | Ja Morant, 47 Anderson, Valančiūnas, 6 Ja Morant, 7 | Points Rebonds Passes d.                     | Donovan Mitchell, 25 Rudy Gobert, 13 Mike Conley, Jr., 15 |  | Vivint Smart Home Arena, Salt Lake City, Utah Affluence : 14 200 Arbitres : Kane Fitzgerald, James Williams, JB DeRosa | TNT |

| 29 mai 2021 21h30 EDT | Rapport | Jazz de l'Utah 121, Grizzlies de Memphis 111             | Jazz de l'Utah 121, Grizzlies de Memphis 111 | Jazz de l'Utah 121, Grizzlies de Memphis 111         |  | FedEx Forum, Memphis, Tennessee Affluence : 12 185 Arbitres : Josh Tiven, Sean Wright, Derrick Collins | ESPN |
| 29 mai 2021 21h30 EDT | Rapport | Score par quart-temps : 34-22, 28-29, 34-34, 25-26       |                                              |                                                      |  | FedEx Forum, Memphis, Tennessee Affluence : 12 185 Arbitres : Josh Tiven, Sean Wright, Derrick Collins | ESPN |
| 29 mai 2021 21h30 EDT | Rapport | Score par mi-temps : 62-51, 59-60                        |                                              |                                                      |  | FedEx Forum, Memphis, Tennessee Affluence : 12 185 Arbitres : Josh Tiven, Sean Wright, Derrick Collins | ESPN |
| 29 mai 2021 21h30 EDT | Rapport | Donovan Mitchell, 29 Rudy Gobert, 14 Mike Conley, Jr., 8 | Points Rebonds Passes d.                     | Ja Morant, 28 Valančiūnas, Anderson, 13 Ja Morant, 7 |  | FedEx Forum, Memphis, Tennessee Affluence : 12 185 Arbitres : Josh Tiven, Sean Wright, Derrick Collins | ESPN |

| 31 mai 2021 21h30 EDT | Rapport | Jazz de l'Utah 120, Grizzlies de Memphis 113              | Jazz de l'Utah 120, Grizzlies de Memphis 113 | Jazz de l'Utah 120, Grizzlies de Memphis 113      |  | FedEx Forum, Memphis, Tennessee Affluence : 12 185 Arbitres : David Guthrie, Kevin Scott, Tre Maddox | TNT |
| 31 mai 2021 21h30 EDT | Rapport | Score par quart-temps : 34-31, 25-23, 41-33, 20-26        |                                              |                                                   |  | FedEx Forum, Memphis, Tennessee Affluence : 12 185 Arbitres : David Guthrie, Kevin Scott, Tre Maddox | TNT |
| 31 mai 2021 21h30 EDT | Rapport | Score par mi-temps : 59-54, 61-59                         |                                              |                                                   |  | FedEx Forum, Memphis, Tennessee Affluence : 12 185 Arbitres : David Guthrie, Kevin Scott, Tre Maddox | TNT |
| 31 mai 2021 21h30 EDT | Rapport | Donovan Mitchell, 30 Royce O'Neale, 9 Donovan Mitchell, 8 | Points Rebonds Passes d.                     | Ja Morant, 23 Jonas Valančiūnas, 12 Ja Morant, 12 |  | FedEx Forum, Memphis, Tennessee Affluence : 12 185 Arbitres : David Guthrie, Kevin Scott, Tre Maddox | TNT |

| 2 juin 2021 21h30 EDT | Rapport | Grizzlies de Memphis 110, Jazz de l'Utah 126            | Grizzlies de Memphis 110, Jazz de l'Utah 126 | Grizzlies de Memphis 110, Jazz de l'Utah 126              |  | Vivint Smart Home Arena, Salt Lake City, Utah Affluence : 14 250 Arbitres : Marc Davis, Tony Brothers, Tyler Ford | NBA TV |
| 2 juin 2021 21h30 EDT | Rapport | Score par quart-temps : 27-47, 24-28, 25-30, 34-20      |                                              |                                                           |  | Vivint Smart Home Arena, Salt Lake City, Utah Affluence : 14 250 Arbitres : Marc Davis, Tony Brothers, Tyler Ford | NBA TV |
| 2 juin 2021 21h30 EDT | Rapport | Score par mi-temps : 51-75, 59-50                       |                                              |                                                           |  | Vivint Smart Home Arena, Salt Lake City, Utah Affluence : 14 250 Arbitres : Marc Davis, Tony Brothers, Tyler Ford | NBA TV |
| 2 juin 2021 21h30 EDT | Rapport | Morant, Brooks, 27 Morant, Jackson Jr., 7 Ja Morant, 11 | Points Rebonds Passes d.                     | Donovan Mitchell, 30 Rudy Gobert, 15 Donovan Mitchell, 10 |  | Vivint Smart Home Arena, Salt Lake City, Utah Affluence : 14 250 Arbitres : Marc Davis, Tony Brothers, Tyler Ford | NBA TV |
| 2 juin 2021 21h30 EDT | Rapport | Utah remporte la série 4 à 1.                           |                                              |                                                           |  | Vivint Smart Home Arena, Salt Lake City, Utah Affluence : 14 250 Arbitres : Marc Davis, Tony Brothers, Tyler Ford | NBA TV |

Matchs de saison régulière
Utah remporte la série 3 à 0.
| 26 mars 2021 | Rapport | Grizzlies de Memphis 114, Jazz de l'Utah 117 | Grizzlies de Memphis 114, Jazz de l'Utah 117 | Grizzlies de Memphis 114, Jazz de l'Utah 117 |  | Vivint Smart Home Arena, Salt Lake City, Utah |

| 27 mars 2021 | Rapport | Grizzlies de Memphis 110, Jazz de l'Utah 126 | Grizzlies de Memphis 110, Jazz de l'Utah 126 | Grizzlies de Memphis 110, Jazz de l'Utah 126 |  | Vivint Smart Home Arena, Salt Lake City, Utah |

| 31 mars 2021 | Rapport | Jazz de l'Utah 111, Grizzlies de Memphis 107 | Jazz de l'Utah 111, Grizzlies de Memphis 107 | Jazz de l'Utah 111, Grizzlies de Memphis 107 |  | FedEx Forum, Memphis, Tennessee |

Dernière rencontre en playoffsC'est la première fois que ces deux équipes se rencontrent en playoffs.

#### (2)Suns de Phoenixvs.Lakers de Los Angeles(7)
| 23 mai 2021 15h30 EDT | Rapport | Lakers de Los Angeles 90, Suns de Phoenix 99        | Lakers de Los Angeles 90, Suns de Phoenix 99 | Lakers de Los Angeles 90, Suns de Phoenix 99       |  | PHX Arena, Phoenix, Arizona Affluence : 11 824 Arbitres : Kane Fitzgerald, Bill Kennedy, Rodney Mott | ABC |
| 23 mai 2021 15h30 EDT | Rapport | Score par quart-temps : 25-32, 20-21, 23-28, 22-18  |                                              |                                                    |  | PHX Arena, Phoenix, Arizona Affluence : 11 824 Arbitres : Kane Fitzgerald, Bill Kennedy, Rodney Mott | ABC |
| 23 mai 2021 15h30 EDT | Rapport | Score par mi-temps : 45-53, 45-46                   |                                              |                                                    |  | PHX Arena, Phoenix, Arizona Affluence : 11 824 Arbitres : Kane Fitzgerald, Bill Kennedy, Rodney Mott | ABC |
| 23 mai 2021 15h30 EDT | Rapport | LeBron James, 18 Andre Drummond, 9 LeBron James, 10 | Points Rebonds Passes d.                     | Devin Booker, 34 Deandre Ayton, 16 Paul, Booker, 8 |  | PHX Arena, Phoenix, Arizona Affluence : 11 824 Arbitres : Kane Fitzgerald, Bill Kennedy, Rodney Mott | ABC |

| 25 mai 2021 22h00 EDT | Rapport | Lakers de Los Angeles 109, Suns de Phoenix 102       | Lakers de Los Angeles 109, Suns de Phoenix 102 | Lakers de Los Angeles 109, Suns de Phoenix 102      |  | PHX Arena, Phoenix, Arizona Affluence : 11 919 Arbitres : Zach Zarba, Tre Maddox, Brian Forte | TNT |
| 25 mai 2021 22h00 EDT | Rapport | Score par quart-temps : 30-24, 23-23, 26-25, 30-30   |                                                |                                                     |  | PHX Arena, Phoenix, Arizona Affluence : 11 919 Arbitres : Zach Zarba, Tre Maddox, Brian Forte | TNT |
| 25 mai 2021 22h00 EDT | Rapport | Score par mi-temps : 53-47, 56-55                    |                                                |                                                     |  | PHX Arena, Phoenix, Arizona Affluence : 11 919 Arbitres : Zach Zarba, Tre Maddox, Brian Forte | TNT |
| 25 mai 2021 22h00 EDT | Rapport | Anthony Davis, 34 Andre Drummond, 12 LeBron James, 9 | Points Rebonds Passes d.                       | Devin Booker, 31 Deandre Ayton, 10 Cameron Payne, 7 |  | PHX Arena, Phoenix, Arizona Affluence : 11 919 Arbitres : Zach Zarba, Tre Maddox, Brian Forte | TNT |

| 27 mai 2021 22h00 EDT | Rapport | Suns de Phoenix 95, Lakers de Los Angeles 109        | Suns de Phoenix 95, Lakers de Los Angeles 109 | Suns de Phoenix 95, Lakers de Los Angeles 109         |  | Staples Center, Los Angeles, Californie Affluence : 7 825 Arbitres : Scott Foster, Sean Wright, Sean Corbin | TNT |
| 27 mai 2021 22h00 EDT | Rapport | Score par quart-temps : 28-27, 12-16, 23-33, 32-33   |                                               |                                                       |  | Staples Center, Los Angeles, Californie Affluence : 7 825 Arbitres : Scott Foster, Sean Wright, Sean Corbin | TNT |
| 27 mai 2021 22h00 EDT | Rapport | Score par mi-temps : 40-43, 55-66                    |                                               |                                                       |  | Staples Center, Los Angeles, Californie Affluence : 7 825 Arbitres : Scott Foster, Sean Wright, Sean Corbin | TNT |
| 27 mai 2021 22h00 EDT | Rapport | Deandre Ayton, 22 Deandre Ayton, 11 Trois joueurs, 6 | Points Rebonds Passes d.                      | Anthony Davis, 34 Davis, Drummond, 11 LeBron James, 9 |  | Staples Center, Los Angeles, Californie Affluence : 7 825 Arbitres : Scott Foster, Sean Wright, Sean Corbin | TNT |

| 30 mai 2021 15h30 EDT | Rapport | Suns de Phoenix 100, Lakers de Los Angeles 92      | Suns de Phoenix 100, Lakers de Los Angeles 92 | Suns de Phoenix 100, Lakers de Los Angeles 92     |  | Staples Center, Los Angeles, Californie Affluence : 8 025 Arbitres : Marc Davis, Tony Brothers, Brent Barnaky | ABC |
| 30 mai 2021 15h30 EDT | Rapport | Score par quart-temps : 23-24, 31-26, 27-15, 19-27 |                                               |                                                   |  | Staples Center, Los Angeles, Californie Affluence : 8 025 Arbitres : Marc Davis, Tony Brothers, Brent Barnaky | ABC |
| 30 mai 2021 15h30 EDT | Rapport | Score par mi-temps : 54-50, 46-42                  |                                               |                                                   |  | Staples Center, Los Angeles, Californie Affluence : 8 025 Arbitres : Marc Davis, Tony Brothers, Brent Barnaky | ABC |
| 30 mai 2021 15h30 EDT | Rapport | Chris Paul, 18 Deandre Ayton, 17 Chris Paul, 9     | Points Rebonds Passes d.                      | LeBron James, 25 LeBron James, 12 LeBron James, 6 |  | Staples Center, Los Angeles, Californie Affluence : 8 025 Arbitres : Marc Davis, Tony Brothers, Brent Barnaky | ABC |

| 1er juin 2021 22h00 EDT | Rapport | Lakers de Los Angeles 85, Suns de Phoenix 115       | Lakers de Los Angeles 85, Suns de Phoenix 115 | Lakers de Los Angeles 85, Suns de Phoenix 115   |  | PHX Arena, Phoenix, Arizona Affluence : 16 163 Arbitres : James Capers, Ken Mauer, Curtis Blair | TNT |
| 1er juin 2021 22h00 EDT | Rapport | Score par quart-temps : 26-34, 10-32, 27-26, 22-23  |                                               |                                                 |  | PHX Arena, Phoenix, Arizona Affluence : 16 163 Arbitres : James Capers, Ken Mauer, Curtis Blair | TNT |
| 1er juin 2021 22h00 EDT | Rapport | Score par mi-temps : 36-66, 49-49                   |                                               |                                                 |  | PHX Arena, Phoenix, Arizona Affluence : 16 163 Arbitres : James Capers, Ken Mauer, Curtis Blair | TNT |
| 1er juin 2021 22h00 EDT | Rapport | LeBron James, 24 Andre Drummond, 13 LeBron James, 7 | Points Rebonds Passes d.                      | Devin Booker, 30 Trois joueurs, 7 Chris Paul, 6 |  | PHX Arena, Phoenix, Arizona Affluence : 16 163 Arbitres : James Capers, Ken Mauer, Curtis Blair | TNT |

| 3 juin 2021 22h30 EDT | Rapport | Suns de Phoenix 113, Lakers de Los Angeles 100     | Suns de Phoenix 113, Lakers de Los Angeles 100 | Suns de Phoenix 113, Lakers de Los Angeles 100   |  | Staples Center, Los Angeles, Californie Affluence : 8 550 Arbitres : David Guthrie, Ben Taylor, Tom Washington | TNT |
| 3 juin 2021 22h30 EDT | Rapport | Score par quart-temps : 36-14, 26-27, 27-35, 24-24 |                                                |                                                  |  | Staples Center, Los Angeles, Californie Affluence : 8 550 Arbitres : David Guthrie, Ben Taylor, Tom Washington | TNT |
| 3 juin 2021 22h30 EDT | Rapport | Score par mi-temps : 62-41, 51-59                  |                                                |                                                  |  | Staples Center, Los Angeles, Californie Affluence : 8 550 Arbitres : David Guthrie, Ben Taylor, Tom Washington | TNT |
| 3 juin 2021 22h30 EDT | Rapport | Devin Booker, 47 Devin Booker, 11 Chris Paul, 12   | Points Rebonds Passes d.                       | LeBron James, 29 LeBron James, 9 Gasol, James, 7 |  | Staples Center, Los Angeles, Californie Affluence : 8 550 Arbitres : David Guthrie, Ben Taylor, Tom Washington | TNT |
| 3 juin 2021 22h30 EDT | Rapport | Phoenix remporte la série 4 à 2.                   |                                                |                                                  |  | Staples Center, Los Angeles, Californie Affluence : 8 550 Arbitres : David Guthrie, Ben Taylor, Tom Washington | TNT |

Matchs de saison régulière
Phoenix remporte la série 2 à 1.
| 2 mars 2021 | Rapport | Suns de Phoenix 114, Lakers de Los Angeles 104 | Suns de Phoenix 114, Lakers de Los Angeles 104 | Suns de Phoenix 114, Lakers de Los Angeles 104 |  | Staples Center, Los Angeles, Californie |

| 21 mars 2021 | Rapport | Lakers de Los Angeles 94, Suns de Phoenix 111 | Lakers de Los Angeles 94, Suns de Phoenix 111 | Lakers de Los Angeles 94, Suns de Phoenix 111 |  | PHX Arena, Phoenix, Arizona |

| 9 mai 2021 | Rapport | Suns de Phoenix 110, Lakers de Los Angeles 123 | Suns de Phoenix 110, Lakers de Los Angeles 123 | Suns de Phoenix 110, Lakers de Los Angeles 123 |  | Staples Center, Los Angeles, Californie |

Dernière rencontre en playoffsFinale de conférence Ouest 2010 (Los Angeles gagne 4-2).

#### (3)Nuggets de Denvervs.Trail Blazers de Portland(6)
| 22 mai 2021 22h30 EDT | Rapport | Trail Blazers de Portland 123, Nuggets de Denver 109   | Trail Blazers de Portland 123, Nuggets de Denver 109 | Trail Blazers de Portland 123, Nuggets de Denver 109  |  | Ball Arena, Denver, Colorado Affluence : 7 732 Arbitres : Marc Davis, Kevin Scott, Curtis Blair | ESPN |
| 22 mai 2021 22h30 EDT | Rapport | Score par quart-temps : 35-30, 23-31, 38-25, 27-23     |                                                      |                                                       |  | Ball Arena, Denver, Colorado Affluence : 7 732 Arbitres : Marc Davis, Kevin Scott, Curtis Blair | ESPN |
| 22 mai 2021 22h30 EDT | Rapport | Score par mi-temps : 58-61, 65-48                      |                                                      |                                                       |  | Ball Arena, Denver, Colorado Affluence : 7 732 Arbitres : Marc Davis, Kevin Scott, Curtis Blair | ESPN |
| 22 mai 2021 22h30 EDT | Rapport | Damian Lillard, 34 Jusuf Nurkić, 12 Damian Lillard, 13 | Points Rebonds Passes d.                             | Nikola Jokić, 34 Nikola Jokić, 16 Campazzo, Morris, 5 |  | Ball Arena, Denver, Colorado Affluence : 7 732 Arbitres : Marc Davis, Kevin Scott, Curtis Blair | ESPN |

| 24 mai 2021 22h00 EDT | Rapport | Trail Blazers de Portland 109, Nuggets de Denver 128   | Trail Blazers de Portland 109, Nuggets de Denver 128 | Trail Blazers de Portland 109, Nuggets de Denver 128 |  | Ball Arena, Denver, Colorado Affluence : 7 727 Arbitres : John Goble, Ben Taylor, Michael Smith | TNT, BeIn Sports |
| 24 mai 2021 22h00 EDT | Rapport | Score par quart-temps : 25-31, 36-42, 26-28, 22-27     |                                                      |                                                      |  | Ball Arena, Denver, Colorado Affluence : 7 727 Arbitres : John Goble, Ben Taylor, Michael Smith | TNT, BeIn Sports |
| 24 mai 2021 22h00 EDT | Rapport | Score par mi-temps : 61-73, 48-55                      |                                                      |                                                      |  | Ball Arena, Denver, Colorado Affluence : 7 727 Arbitres : John Goble, Ben Taylor, Michael Smith | TNT, BeIn Sports |
| 24 mai 2021 22h00 EDT | Rapport | Damian Lillard, 42 Jusuf Nurkić, 13 Damian Lillard, 10 | Points Rebonds Passes d.                             | Nikola Jokić, 38 Nikola Jokić, 8 Monté Morris, 7     |  | Ball Arena, Denver, Colorado Affluence : 7 727 Arbitres : John Goble, Ben Taylor, Michael Smith | TNT, BeIn Sports |

| 27 mai 2021 22h30 EDT | Rapport | Nuggets de Denver 120, Trail Blazers de Portland 115  | Nuggets de Denver 120, Trail Blazers de Portland 115 | Nuggets de Denver 120, Trail Blazers de Portland 115 |  | Moda Center, Portland, Oregon Affluence : 8 050 Arbitres : Zach Zarba, Tony Brothers, Karl Lane | NBA TV |
| 27 mai 2021 22h30 EDT | Rapport | Score par quart-temps : 39-30, 25-29, 20-20, 36-36    |                                                      |                                                      |  | Moda Center, Portland, Oregon Affluence : 8 050 Arbitres : Zach Zarba, Tony Brothers, Karl Lane | NBA TV |
| 27 mai 2021 22h30 EDT | Rapport | Score par mi-temps : 64-59, 56-56                     |                                                      |                                                      |  | Moda Center, Portland, Oregon Affluence : 8 050 Arbitres : Zach Zarba, Tony Brothers, Karl Lane | NBA TV |
| 27 mai 2021 22h30 EDT | Rapport | Nikola Jokić, 36 Nikola Jokić, 11 Facundo Campazzo, 8 | Points Rebonds Passes d.                             | Damian Lillard, 37 Jusuf Nurkić, 13 Jusuf Nurkić, 6  |  | Moda Center, Portland, Oregon Affluence : 8 050 Arbitres : Zach Zarba, Tony Brothers, Karl Lane | NBA TV |

| 29 mai 2021 16h00 EDT | Rapport | Nuggets de Denver 95, Trail Blazers de Portland 115  | Nuggets de Denver 95, Trail Blazers de Portland 115 | Nuggets de Denver 95, Trail Blazers de Portland 115      |  | Moda Center, Portland, Oregon Affluence : 8 050 Arbitres : David Guthrie, Ed Malloy, Tom Washington | TNT |
| 29 mai 2021 16h00 EDT | Rapport | Score par quart-temps : 24-32, 23-25, 19-36, 29-22   |                                                     |                                                          |  | Moda Center, Portland, Oregon Affluence : 8 050 Arbitres : David Guthrie, Ed Malloy, Tom Washington | TNT |
| 29 mai 2021 16h00 EDT | Rapport | Score par mi-temps : 47-57, 48-58                    |                                                     |                                                          |  | Moda Center, Portland, Oregon Affluence : 8 050 Arbitres : David Guthrie, Ed Malloy, Tom Washington | TNT |
| 29 mai 2021 16h00 EDT | Rapport | Nikola Jokić, 16 Nikola Jokić, 9 Facundo Campazzo, 7 | Points Rebonds Passes d.                            | Norman Powell, 29 Robert Covington, 9 Damian Lillard, 10 |  | Moda Center, Portland, Oregon Affluence : 8 050 Arbitres : David Guthrie, Ed Malloy, Tom Washington | TNT |

| 1er juin 2021 21h00 EDT | Rapport | Trail Blazers de Portland 140, Nuggets de Denver 147                      | Trail Blazers de Portland 140, Nuggets de Denver 147 | Trail Blazers de Portland 140, Nuggets de Denver 147    | OT | Ball Arena, Denver, Colorado Affluence : 10 463 Arbitres : Eric Lewis, Sean Wright, Mark Lindsay | NBA TV |
| 1er juin 2021 21h00 EDT | Rapport | Score par quart-temps : 25-38, 37-27, 32-27, 27-29 ; prolongation : 19-26 |                                                      |                                                         | OT | Ball Arena, Denver, Colorado Affluence : 10 463 Arbitres : Eric Lewis, Sean Wright, Mark Lindsay | NBA TV |
| 1er juin 2021 21h00 EDT | Rapport | Score par mi-temps : 62-65, 78-82                                         |                                                      |                                                         | OT | Ball Arena, Denver, Colorado Affluence : 10 463 Arbitres : Eric Lewis, Sean Wright, Mark Lindsay | NBA TV |
| 1er juin 2021 21h00 EDT | Rapport | Damian Lillard, 55 Nurkić, Covington, 11 Damian Lillard, 10               | Points Rebonds Passes d.                             | Nikola Jokić, 38 Michael Porter Jr., 12 Nikola Jokić, 9 | OT | Ball Arena, Denver, Colorado Affluence : 10 463 Arbitres : Eric Lewis, Sean Wright, Mark Lindsay | NBA TV |

| 3 juin 2021 20h00 EDT | Rapport | Nuggets de Denver 126, Trail Blazers de Portland 115 | Nuggets de Denver 126, Trail Blazers de Portland 115 | Nuggets de Denver 126, Trail Blazers de Portland 115       |  | Moda Center, Portland, Oregon Affluence : 10 022 Arbitres : James Capers, Bill Kennedy, Rodney Mott | TNT, BeIn Sports |
| 3 juin 2021 20h00 EDT | Rapport | Score par quart-temps : 29-33, 32-35, 37-33, 28-14   |                                                      |                                                            |  | Moda Center, Portland, Oregon Affluence : 10 022 Arbitres : James Capers, Bill Kennedy, Rodney Mott | TNT, BeIn Sports |
| 3 juin 2021 20h00 EDT | Rapport | Score par mi-temps : 61-68, 65-47                    |                                                      |                                                            |  | Moda Center, Portland, Oregon Affluence : 10 022 Arbitres : James Capers, Bill Kennedy, Rodney Mott | TNT, BeIn Sports |
| 3 juin 2021 20h00 EDT | Rapport | Nikola Jokić, 36 JaMychal Green, 9 Monté Morris, 9   | Points Rebonds Passes d.                             | Damian Lillard, 28 Robert Covington, 10 Damian Lillard, 13 |  | Moda Center, Portland, Oregon Affluence : 10 022 Arbitres : James Capers, Bill Kennedy, Rodney Mott | TNT, BeIn Sports |
| 3 juin 2021 20h00 EDT | Rapport | Denver remporte la série 4 à 2.                      |                                                      |                                                            |  | Moda Center, Portland, Oregon Affluence : 10 022 Arbitres : James Capers, Bill Kennedy, Rodney Mott | TNT, BeIn Sports |

Matchs de saison régulière
Denver remporte la série 2 à 1.
| 23 février 2021 | Rapport | Trail Blazers de Portland 106, Nuggets de Denver 111 | Trail Blazers de Portland 106, Nuggets de Denver 111 | Trail Blazers de Portland 106, Nuggets de Denver 111 |  | Ball Arena, Denver, Colorado |

| 21 avril 2021 | Rapport | Nuggets de Denver 106, Trail Blazers de Portland 105 | Nuggets de Denver 106, Trail Blazers de Portland 105 | Nuggets de Denver 106, Trail Blazers de Portland 105 |  | Moda Center, Portland, Oregon |

| 16 mai 2021 | Rapport | Nuggets de Denver 116, Trail Blazers de Portland 132 | Nuggets de Denver 116, Trail Blazers de Portland 132 | Nuggets de Denver 116, Trail Blazers de Portland 132 |  | Moda Center, Portland, Oregon |

Dernière rencontre en playoffsDemi-finale de conférence Ouest 2019 (Portland gagne 4-3).

#### (4)Clippers de Los Angelesvs.Mavericks de Dallas(5)
| 22 mai 2021 16h30 EDT | Rapport | Mavericks de Dallas 113, Clippers de Los Angeles 103 | Mavericks de Dallas 113, Clippers de Los Angeles 103 | Mavericks de Dallas 113, Clippers de Los Angeles 103   |  | Staples Center, Los Angeles, Californie Affluence : 6 117 Arbitres : Zach Zarba, Tre Maddox, Brian Forte | ESPN, BeIn Sports |
| 22 mai 2021 16h30 EDT | Rapport | Score par quart-temps : 33-30, 27-25, 26-25, 27-23   |                                                      |                                                        |  | Staples Center, Los Angeles, Californie Affluence : 6 117 Arbitres : Zach Zarba, Tre Maddox, Brian Forte | ESPN, BeIn Sports |
| 22 mai 2021 16h30 EDT | Rapport | Score par mi-temps : 60-55, 53-48                    |                                                      |                                                        |  | Staples Center, Los Angeles, Californie Affluence : 6 117 Arbitres : Zach Zarba, Tre Maddox, Brian Forte | ESPN, BeIn Sports |
| 22 mai 2021 16h30 EDT | Rapport | Luka Dončić, 31 Luka Dončić, 10 Luka Dončić, 11      | Points Rebonds Passes d.                             | Kawhi Leonard, 26 Kawhi Leonard, 10 Leonard, George, 5 |  | Staples Center, Los Angeles, Californie Affluence : 6 117 Arbitres : Zach Zarba, Tre Maddox, Brian Forte | ESPN, BeIn Sports |

| 25 mai 2021 22h30 EDT | Rapport | Mavericks de Dallas 127, Clippers de Los Angeles 121 | Mavericks de Dallas 127, Clippers de Los Angeles 121 | Mavericks de Dallas 127, Clippers de Los Angeles 121 |  | Staples Center, Los Angeles, Californie Affluence : 6 885 Arbitres : Scott Foster, Bill Kennedy, Curtis Blair | NBA TV |
| 25 mai 2021 22h30 EDT | Rapport | Score par quart-temps : 35-33, 36-40, 30-19, 26-29   |                                                      |                                                      |  | Staples Center, Los Angeles, Californie Affluence : 6 885 Arbitres : Scott Foster, Bill Kennedy, Curtis Blair | NBA TV |
| 25 mai 2021 22h30 EDT | Rapport | Score par mi-temps : 71-73, 56-48                    |                                                      |                                                      |  | Staples Center, Los Angeles, Californie Affluence : 6 885 Arbitres : Scott Foster, Bill Kennedy, Curtis Blair | NBA TV |
| 25 mai 2021 22h30 EDT | Rapport | Luka Dončić, 39 Luka Dončić, 7                       | Points Rebonds Passes d.                             | Kawhi Leonard, 41 Paul George, 12 Rajon Rondo, 7     |  | Staples Center, Los Angeles, Californie Affluence : 6 885 Arbitres : Scott Foster, Bill Kennedy, Curtis Blair | NBA TV |

| 28 mai 2021 21h30 EDT | Rapport | Clippers de Los Angeles 118, Mavericks de Dallas 108 | Clippers de Los Angeles 118, Mavericks de Dallas 108 | Clippers de Los Angeles 118, Mavericks de Dallas 108 |  | American Airlines Center, Dallas, Texas Affluence : 17 705 Arbitres : Kane Fitzgerald, Courtney Kirkland, Mark Lindsay | ESPN |
| 28 mai 2021 21h30 EDT | Rapport | Score par quart-temps : 31-34, 32-27, 26-25, 29-22   |                                                      |                                                      |  | American Airlines Center, Dallas, Texas Affluence : 17 705 Arbitres : Kane Fitzgerald, Courtney Kirkland, Mark Lindsay | ESPN |
| 28 mai 2021 21h30 EDT | Rapport | Score par mi-temps : 63-61, 55-47                    |                                                      |                                                      |  | American Airlines Center, Dallas, Texas Affluence : 17 705 Arbitres : Kane Fitzgerald, Courtney Kirkland, Mark Lindsay | ESPN |
| 28 mai 2021 21h30 EDT | Rapport | Kawhi Leonard, 36 Kawhi Leonard, 8 Rajon Rondo, 8    | Points Rebonds Passes d.                             | Luka Dončić, 44 Luka Dončić, 9                       |  | American Airlines Center, Dallas, Texas Affluence : 17 705 Arbitres : Kane Fitzgerald, Courtney Kirkland, Mark Lindsay | ESPN |

| 30 mai 2021 21h30 EDT | Rapport | Clippers de Los Angeles 106, Mavericks de Dallas 81 | Clippers de Los Angeles 106, Mavericks de Dallas 81 | Clippers de Los Angeles 106, Mavericks de Dallas 81   |  | American Airlines Center, Dallas, Texas Affluence : 17 761 Arbitres : Eric Lewis, Pat Fraher, Tyler Ford | TNT |
| 30 mai 2021 21h30 EDT | Rapport | Score par quart-temps : 31-22, 30-23, 21-15, 24-21  |                                                     |                                                       |  | American Airlines Center, Dallas, Texas Affluence : 17 761 Arbitres : Eric Lewis, Pat Fraher, Tyler Ford | TNT |
| 30 mai 2021 21h30 EDT | Rapport | Score par mi-temps : 61-45, 45-36                   |                                                     |                                                       |  | American Airlines Center, Dallas, Texas Affluence : 17 761 Arbitres : Eric Lewis, Pat Fraher, Tyler Ford | TNT |
| 30 mai 2021 21h30 EDT | Rapport | Kawhi Leonard, 29 Kawhi Leonard, 10 Rajon Rondo, 4  | Points Rebonds Passes d.                            | Luka Dončić, 19 Dorian Finney-Smith, 8 Luka Dončić, 6 |  | American Airlines Center, Dallas, Texas Affluence : 17 761 Arbitres : Eric Lewis, Pat Fraher, Tyler Ford | TNT |

| 2 juin 2021 22h00 EDT | Rapport | Mavericks de Dallas 105, Clippers de Los Angeles 100 | Mavericks de Dallas 105, Clippers de Los Angeles 100 | Mavericks de Dallas 105, Clippers de Los Angeles 100 |  | Staples Center, Los Angeles, Californie Affluence : 7 428 Arbitres : John Goble, James Williams, Sean Corbin | TNT |
| 2 juin 2021 22h00 EDT | Rapport | Score par quart-temps : 35-28, 21-26, 33-21, 16-25   |                                                      |                                                      |  | Staples Center, Los Angeles, Californie Affluence : 7 428 Arbitres : John Goble, James Williams, Sean Corbin | TNT |
| 2 juin 2021 22h00 EDT | Rapport | Score par mi-temps : 56-54, 49-46                    |                                                      |                                                      |  | Staples Center, Los Angeles, Californie Affluence : 7 428 Arbitres : John Goble, James Williams, Sean Corbin | TNT |
| 2 juin 2021 22h00 EDT | Rapport | Luka Dončić, 42 Luka Dončić, 8 Luka Dončić, 14       | Points Rebonds Passes d.                             | Paul George, 23 Ivica Zubac, 11 George, Rondo, 6     |  | Staples Center, Los Angeles, Californie Affluence : 7 428 Arbitres : John Goble, James Williams, Sean Corbin | TNT |

| 4 juin 2021 21h00 EDT | Rapport | Clippers de Los Angeles 104, Mavericks de Dallas 97 | Clippers de Los Angeles 104, Mavericks de Dallas 97 | Clippers de Los Angeles 104, Mavericks de Dallas 97 |  | American Airlines Center, Dallas, Texas Affluence : 18 324 Arbitres : Marc Davis, Ken Mauer, Curtis Blair | ESPN, BeIn Sports |
| 4 juin 2021 21h00 EDT | Rapport | Score par quart-temps : 26-28, 22-17, 25-32, 31-20  |                                                     |                                                     |  | American Airlines Center, Dallas, Texas Affluence : 18 324 Arbitres : Marc Davis, Ken Mauer, Curtis Blair | ESPN, BeIn Sports |
| 4 juin 2021 21h00 EDT | Rapport | Score par mi-temps : 48-45, 56-52                   |                                                     |                                                     |  | American Airlines Center, Dallas, Texas Affluence : 18 324 Arbitres : Marc Davis, Ken Mauer, Curtis Blair | ESPN, BeIn Sports |
| 4 juin 2021 21h00 EDT | Rapport | Kawhi Leonard, 45 Paul George, 13 Paul George, 6    | Points Rebonds Passes d.                            | Luka Dončić, 29 Boban Marjanović, 9 Luka Dončić, 11 |  | American Airlines Center, Dallas, Texas Affluence : 18 324 Arbitres : Marc Davis, Ken Mauer, Curtis Blair | ESPN, BeIn Sports |

| 6 juin 2021 15h30 EDT | Rapport | Mavericks de Dallas 111, Clippers de Los Angeles 126   | Mavericks de Dallas 111, Clippers de Los Angeles 126 | Mavericks de Dallas 111, Clippers de Los Angeles 126 |  | Staples Center, Los Angeles, Californie Affluence : 7 342 Arbitres : Scott Foster, Josh Tiven, Sean Wright | ABC, BeIn Sports |
| 6 juin 2021 15h30 EDT | Rapport | Score par quart-temps : 38-35, 24-35, 23-30, 26-26     |                                                      |                                                      |  | Staples Center, Los Angeles, Californie Affluence : 7 342 Arbitres : Scott Foster, Josh Tiven, Sean Wright | ABC, BeIn Sports |
| 6 juin 2021 15h30 EDT | Rapport | Score par mi-temps : 62-70, 49-56                      |                                                      |                                                      |  | Staples Center, Los Angeles, Californie Affluence : 7 342 Arbitres : Scott Foster, Josh Tiven, Sean Wright | ABC, BeIn Sports |
| 6 juin 2021 15h30 EDT | Rapport | Luka Dončić, 46 Kristaps Porziņģis, 11 Luka Dončić, 14 | Points Rebonds Passes d.                             | Kawhi Leonard, 28 Kawhi Leonard, 10 Paul George, 10  |  | Staples Center, Los Angeles, Californie Affluence : 7 342 Arbitres : Scott Foster, Josh Tiven, Sean Wright | ABC, BeIn Sports |
| 6 juin 2021 15h30 EDT | Rapport | Los Angeles remporte la série 4 à 3.                   |                                                      |                                                      |  | Staples Center, Los Angeles, Californie Affluence : 7 342 Arbitres : Scott Foster, Josh Tiven, Sean Wright | ABC, BeIn Sports |

Matchs de saison régulière
Dallas remporte la série 2 à 1.
| 27 décembre 2020 | Rapport | Mavericks de Dallas 124, Clippers de Los Angeles 73 | Mavericks de Dallas 124, Clippers de Los Angeles 73 | Mavericks de Dallas 124, Clippers de Los Angeles 73 |  | Staples Center, Los Angeles, Californie |

| 15 mars 2021 | Rapport | Clippers de Los Angeles 109, Mavericks de Dallas 99 | Clippers de Los Angeles 109, Mavericks de Dallas 99 | Clippers de Los Angeles 109, Mavericks de Dallas 99 |  | American Airlines Center, Dallas, Texas |

| 17 mars 2021 | Rapport | Clippers de Los Angeles 89, Mavericks de Dallas 105 | Clippers de Los Angeles 89, Mavericks de Dallas 105 | Clippers de Los Angeles 89, Mavericks de Dallas 105 |  | American Airlines Center, Dallas, Texas |

Dernière rencontre en playoffsPremier tour de conférence Ouest 2020 (Los Angeles gagne 4-2).

## Demi-finales de conférence

### Conférence Est

#### (1)76ers de Philadelphievs.Hawks d'Atlanta(5)
| 6 juin 2021 13h00 EDT | Rapport | Hawks d'Atlanta 128, 76ers de Philadelphie 124     | Hawks d'Atlanta 128, 76ers de Philadelphie 124 | Hawks d'Atlanta 128, 76ers de Philadelphie 124    |  | Wells Fargo Center, Philadelphie, Pennsylvanie Affluence : 18 624 Arbitres : James Capers, Ben Taylor, Tom Washington | ABC, BeIn Sports |
| 6 juin 2021 13h00 EDT | Rapport | Score par quart-temps : 42-27, 32-27, 25-29, 29-41 |                                                |                                                   |  | Wells Fargo Center, Philadelphie, Pennsylvanie Affluence : 18 624 Arbitres : James Capers, Ben Taylor, Tom Washington | ABC, BeIn Sports |
| 6 juin 2021 13h00 EDT | Rapport | Score par mi-temps : 74-54, 54-70                  |                                                |                                                   |  | Wells Fargo Center, Philadelphie, Pennsylvanie Affluence : 18 624 Arbitres : James Capers, Ben Taylor, Tom Washington | ABC, BeIn Sports |
| 6 juin 2021 13h00 EDT | Rapport | Trae Young, 35 Clint Capela, 10 Trae Young, 10     | Points Rebonds Passes d.                       | Joel Embiid, 39 Tobias Harris, 10 Ben Simmons, 10 |  | Wells Fargo Center, Philadelphie, Pennsylvanie Affluence : 18 624 Arbitres : James Capers, Ben Taylor, Tom Washington | ABC, BeIn Sports |

| 8 juin 2021 19h30 EDT | Rapport | Hawks d'Atlanta 102, 76ers de Philadelphie 118       | Hawks d'Atlanta 102, 76ers de Philadelphie 118 | Hawks d'Atlanta 102, 76ers de Philadelphie 118 |  | Wells Fargo Center, Philadelphie, Pennsylvanie Affluence : 18 624 Arbitres : Scott Foster, Tony Brothers, Ken Mauer | TNT, BeIn Sports |
| 8 juin 2021 19h30 EDT | Rapport | Score par quart-temps : 20-33, 35-24, 29-34, 18-27   |                                                |                                                |  | Wells Fargo Center, Philadelphie, Pennsylvanie Affluence : 18 624 Arbitres : Scott Foster, Tony Brothers, Ken Mauer | TNT, BeIn Sports |
| 8 juin 2021 19h30 EDT | Rapport | Score par mi-temps : 55-57, 47-61                    |                                                |                                                |  | Wells Fargo Center, Philadelphie, Pennsylvanie Affluence : 18 624 Arbitres : Scott Foster, Tony Brothers, Ken Mauer | TNT, BeIn Sports |
| 8 juin 2021 19h30 EDT | Rapport | Young, Gallinari, 21 John Collins, 10 Trae Young, 11 | Points Rebonds Passes d.                       | Joel Embiid, 40 Joel Embiid, 13 Danny Green, 8 |  | Wells Fargo Center, Philadelphie, Pennsylvanie Affluence : 18 624 Arbitres : Scott Foster, Tony Brothers, Ken Mauer | TNT, BeIn Sports |

| 11 juin 2021 19h30 EDT | Rapport | 76ers de Philadelphie 127, Hawks d'Atlanta 111     | 76ers de Philadelphie 127, Hawks d'Atlanta 111 | 76ers de Philadelphie 127, Hawks d'Atlanta 111 |  | State Farm Arena, Atlanta, Géorgie Affluence : 16 432 Arbitres : Zach Zarba, Kevin Scott, Courtney Kirkland | ESPN, BeIn Sports |
| 11 juin 2021 19h30 EDT | Rapport | Score par quart-temps : 28-20, 33-36, 34-19, 32-36 |                                                |                                                |  | State Farm Arena, Atlanta, Géorgie Affluence : 16 432 Arbitres : Zach Zarba, Kevin Scott, Courtney Kirkland | ESPN, BeIn Sports |
| 11 juin 2021 19h30 EDT | Rapport | Score par mi-temps : 61-56, 66-55                  |                                                |                                                |  | State Farm Arena, Atlanta, Géorgie Affluence : 16 432 Arbitres : Zach Zarba, Kevin Scott, Courtney Kirkland | ESPN, BeIn Sports |
| 11 juin 2021 19h30 EDT | Rapport | Joel Embiid, 27 Joel Embiid, 9 Joel Embiid, 8      | Points Rebonds Passes d.                       | Trae Young, 28 Clint Capela, 16 Trae Young, 8  |  | State Farm Arena, Atlanta, Géorgie Affluence : 16 432 Arbitres : Zach Zarba, Kevin Scott, Courtney Kirkland | ESPN, BeIn Sports |

| 14 juin 2021 19h30 EDT | Rapport | 76ers de Philadelphie 100, Hawks d'Atlanta 103     | 76ers de Philadelphie 100, Hawks d'Atlanta 103 | 76ers de Philadelphie 100, Hawks d'Atlanta 103 |  | State Farm Arena, Atlanta, Géorgie Affluence : 16 502 Arbitres : John Goble, Josh Tiven, Curtis Blair | TNT, BeIn Sports |
| 14 juin 2021 19h30 EDT | Rapport | Score par quart-temps : 28-20, 34-29, 20-31, 18-23 |                                                |                                                |  | State Farm Arena, Atlanta, Géorgie Affluence : 16 502 Arbitres : John Goble, Josh Tiven, Curtis Blair | TNT, BeIn Sports |
| 14 juin 2021 19h30 EDT | Rapport | Score par mi-temps : 62-49, 38-54                  |                                                |                                                |  | State Farm Arena, Atlanta, Géorgie Affluence : 16 502 Arbitres : John Goble, Josh Tiven, Curtis Blair | TNT, BeIn Sports |
| 14 juin 2021 19h30 EDT | Rapport | Tobias Harris, 20 Joel Embiid, 21 Ben Simmons, 9   | Points Rebonds Passes d.                       | Trae Young, 25 Clint Capela, 13 Trae Young, 18 |  | State Farm Arena, Atlanta, Géorgie Affluence : 16 502 Arbitres : John Goble, Josh Tiven, Curtis Blair | TNT, BeIn Sports |

| 16 juin 2021 19h30 EDT | Rapport | Hawks d'Atlanta 109, 76ers de Philadelphie 106     | Hawks d'Atlanta 109, 76ers de Philadelphie 106 | Hawks d'Atlanta 109, 76ers de Philadelphie 106 |  | Wells Fargo Center, Philadelphie, Pennsylvanie Affluence : 18 624 Arbitres : David Guthrie, Eric Lewis, Bill Kennedy | TNT, BeIn Sports |
| 16 juin 2021 19h30 EDT | Rapport | Score par quart-temps : 24-38, 16-24, 29-25, 40-19 |                                                |                                                |  | Wells Fargo Center, Philadelphie, Pennsylvanie Affluence : 18 624 Arbitres : David Guthrie, Eric Lewis, Bill Kennedy | TNT, BeIn Sports |
| 16 juin 2021 19h30 EDT | Rapport | Score par mi-temps : 40-62, 69-44                  |                                                |                                                |  | Wells Fargo Center, Philadelphie, Pennsylvanie Affluence : 18 624 Arbitres : David Guthrie, Eric Lewis, Bill Kennedy | TNT, BeIn Sports |
| 16 juin 2021 19h30 EDT | Rapport | Trae Young, 39 John Collins, 11 Trae Young, 7      | Points Rebonds Passes d.                       | Joel Embiid, 37 Joel Embiid, 13 Ben Simmons, 9 |  | Wells Fargo Center, Philadelphie, Pennsylvanie Affluence : 18 624 Arbitres : David Guthrie, Eric Lewis, Bill Kennedy | TNT, BeIn Sports |

| 18 juin 2021 19h30 EDT | Rapport | 76ers de Philadelphie 104, Hawks d'Atlanta 99      | 76ers de Philadelphie 104, Hawks d'Atlanta 99 | 76ers de Philadelphie 104, Hawks d'Atlanta 99     |  | State Farm Arena, Atlanta, Géorgie Affluence : 16 610 Arbitres : Scott Foster, Pat Fraher, James Williams | ESPN, BeIn Sports |
| 18 juin 2021 19h30 EDT | Rapport | Score par quart-temps : 22-29, 25-22, 33-25, 24-23 |                                               |                                                   |  | State Farm Arena, Atlanta, Géorgie Affluence : 16 610 Arbitres : Scott Foster, Pat Fraher, James Williams | ESPN, BeIn Sports |
| 18 juin 2021 19h30 EDT | Rapport | Score par mi-temps : 47-51, 57-48                  |                                               |                                                   |  | State Farm Arena, Atlanta, Géorgie Affluence : 16 610 Arbitres : Scott Foster, Pat Fraher, James Williams | ESPN, BeIn Sports |
| 18 juin 2021 19h30 EDT | Rapport | Curry, Harris, 24 Joel Embiid, 13 Ben Simmons, 5   | Points Rebonds Passes d.                      | Trae Young, 34 Huerter, Capela, 11 Trae Young, 12 |  | State Farm Arena, Atlanta, Géorgie Affluence : 16 610 Arbitres : Scott Foster, Pat Fraher, James Williams | ESPN, BeIn Sports |

| 20 juin 2021 20h00 EDT | Rapport | Hawks d'Atlanta 103, 76ers de Philadelphie 96      | Hawks d'Atlanta 103, 76ers de Philadelphie 96 | Hawks d'Atlanta 103, 76ers de Philadelphie 96     |  | Wells Fargo Center, Philadelphie, Pennsylvanie Affluence : 18 624 Arbitres : James Capers, Kane Fitzgerald, Sean Wright | TNT, BeIn Sports |
| 20 juin 2021 20h00 EDT | Rapport | Score par quart-temps : 25-28, 23-18, 28-25, 27-25 |                                               |                                                   |  | Wells Fargo Center, Philadelphie, Pennsylvanie Affluence : 18 624 Arbitres : James Capers, Kane Fitzgerald, Sean Wright | TNT, BeIn Sports |
| 20 juin 2021 20h00 EDT | Rapport | Score par mi-temps : 48-46, 55-50                  |                                               |                                                   |  | Wells Fargo Center, Philadelphie, Pennsylvanie Affluence : 18 624 Arbitres : James Capers, Kane Fitzgerald, Sean Wright | TNT, BeIn Sports |
| 20 juin 2021 20h00 EDT | Rapport | Kevin Huerter, 27 John Collins, 16 Trae Young, 10  | Points Rebonds Passes d.                      | Joel Embiid, 31 Tobias Harris, 14 Ben Simmons, 13 |  | Wells Fargo Center, Philadelphie, Pennsylvanie Affluence : 18 624 Arbitres : James Capers, Kane Fitzgerald, Sean Wright | TNT, BeIn Sports |
| 20 juin 2021 20h00 EDT | Rapport | Atlanta remporte la série 4 à 3.                   |                                               |                                                   |  | Wells Fargo Center, Philadelphie, Pennsylvanie Affluence : 18 624 Arbitres : James Capers, Kane Fitzgerald, Sean Wright | TNT, BeIn Sports |

Matchs de saison régulière
Philadelphie remporte la série 2 à 1.
| 11 janvier 2021 | Rapport | 76ers de Philadelphie 94, Hawks d'Atlanta 112 | 76ers de Philadelphie 94, Hawks d'Atlanta 112 | 76ers de Philadelphie 94, Hawks d'Atlanta 112 |  | State Farm Arena, Atlanta, Géorgie |

| 28 avril 2021 | Rapport | Hawks d'Atlanta 83, 76ers de Philadelphie 127 | Hawks d'Atlanta 83, 76ers de Philadelphie 127 | Hawks d'Atlanta 83, 76ers de Philadelphie 127 |  | Wells Fargo Center, Philadelphie, Pennsylvanie |

| 30 avril 2021 | Rapport | Hawks d'Atlanta 104, 76ers de Philadelphie 126 | Hawks d'Atlanta 104, 76ers de Philadelphie 126 | Hawks d'Atlanta 104, 76ers de Philadelphie 126 |  | Wells Fargo Center, Philadelphie, Pennsylvanie |

Dernière rencontre en playoffsPremier tour de conférence Est 1982 (Philadelphie gagne 2-0).

#### (2)Nets de Brooklynvs.Bucks de Milwaukee(3)
| 5 juin 2021 19h30 EDT | Rapport | Bucks de Milwaukee 107, Nets de Brooklyn 115                  | Bucks de Milwaukee 107, Nets de Brooklyn 115 | Bucks de Milwaukee 107, Nets de Brooklyn 115       |  | Barclays Center, Brooklyn, New York Affluence : 15 750 Arbitres : David Guthrie, Bill Kennedy, Mark Lindsay | TNT, BeIn Sports |
| 5 juin 2021 19h30 EDT | Rapport | Score par quart-temps : 32-30, 29-33, 23-35, 23-17            |                                              |                                                    |  | Barclays Center, Brooklyn, New York Affluence : 15 750 Arbitres : David Guthrie, Bill Kennedy, Mark Lindsay | TNT, BeIn Sports |
| 5 juin 2021 19h30 EDT | Rapport | Score par mi-temps : 61-63, 46-52                             |                                              |                                                    |  | Barclays Center, Brooklyn, New York Affluence : 15 750 Arbitres : David Guthrie, Bill Kennedy, Mark Lindsay | TNT, BeIn Sports |
| 5 juin 2021 19h30 EDT | Rapport | Giánnis Antetokoúnmpo, 34 Khris Middleton, 13 Jrue Holiday, 6 | Points Rebonds Passes d.                     | Kevin Durant, 29 Blake Griffin, 14 Kyrie Irving, 8 |  | Barclays Center, Brooklyn, New York Affluence : 15 750 Arbitres : David Guthrie, Bill Kennedy, Mark Lindsay | TNT, BeIn Sports |

| 7 juin 2021 19h30 EDT | Rapport | Bucks de Milwaukee 86, Nets de Brooklyn 125                                  | Bucks de Milwaukee 86, Nets de Brooklyn 125 | Bucks de Milwaukee 86, Nets de Brooklyn 125         |  | Barclays Center, Brooklyn, New York Affluence : 15 776 Arbitres : Kane Fitzgerald, Pat Fraher, James Williams | TNT, BeIn Sports |
| 7 juin 2021 19h30 EDT | Rapport | Score par quart-temps : 19-36, 22-29, 24-30, 21-30                           |                                             |                                                     |  | Barclays Center, Brooklyn, New York Affluence : 15 776 Arbitres : Kane Fitzgerald, Pat Fraher, James Williams | TNT, BeIn Sports |
| 7 juin 2021 19h30 EDT | Rapport | Score par mi-temps : 41-65, 45-60                                            |                                             |                                                     |  | Barclays Center, Brooklyn, New York Affluence : 15 776 Arbitres : Kane Fitzgerald, Pat Fraher, James Williams | TNT, BeIn Sports |
| 7 juin 2021 19h30 EDT | Rapport | Giánnis Antetokoúnmpo, 18 Giánnis Antetokoúnmpo, 11 Giánnis Antetokoúnmpo, 4 | Points Rebonds Passes d.                    | Kevin Durant, 32 Blake Griffin, 8 Durant, Irving, 6 |  | Barclays Center, Brooklyn, New York Affluence : 15 776 Arbitres : Kane Fitzgerald, Pat Fraher, James Williams | TNT, BeIn Sports |

| 10 juin 2021 19h30 EDT | Rapport | Nets de Brooklyn 83, Bucks de Milwaukee 86         | Nets de Brooklyn 83, Bucks de Milwaukee 86 | Nets de Brooklyn 83, Bucks de Milwaukee 86              |  | Fiserv Forum, Milwaukee, Wisconsin Affluence : 16 310 Arbitres : Marc Davis, Eric Lewis, Tyler Ford | ESPN, BeIn Sports |
| 10 juin 2021 19h30 EDT | Rapport | Score par quart-temps : 11-30, 31-15, 23-22, 18-19 |                                            |                                                         |  | Fiserv Forum, Milwaukee, Wisconsin Affluence : 16 310 Arbitres : Marc Davis, Eric Lewis, Tyler Ford | ESPN, BeIn Sports |
| 10 juin 2021 19h30 EDT | Rapport | Score par mi-temps : 42-45, 41-41                  |                                            |                                                         |  | Fiserv Forum, Milwaukee, Wisconsin Affluence : 16 310 Arbitres : Marc Davis, Eric Lewis, Tyler Ford | ESPN, BeIn Sports |
| 10 juin 2021 19h30 EDT | Rapport | Kevin Durant, 30 Brown, Durant, 11 Kevin Durant, 5 | Points Rebonds Passes d.                   | Khris Middleton, 35 Khris Middleton, 15 Jrue Holiday, 5 |  | Fiserv Forum, Milwaukee, Wisconsin Affluence : 16 310 Arbitres : Marc Davis, Eric Lewis, Tyler Ford | ESPN, BeIn Sports |

| 13 juin 2021 15h00 EDT | Rapport | Nets de Brooklyn 96, Bucks de Milwaukee 107        | Nets de Brooklyn 96, Bucks de Milwaukee 107 | Nets de Brooklyn 96, Bucks de Milwaukee 107                         |  | Fiserv Forum, Milwaukee, Wisconsin Affluence : 16 310 Arbitres : Scott Foster, Tony Brothers, Ed Malloy | ABC, BeIn Sports |
| 13 juin 2021 15h00 EDT | Rapport | Score par quart-temps : 26-23, 22-30, 21-28, 27-26 |                                             |                                                                     |  | Fiserv Forum, Milwaukee, Wisconsin Affluence : 16 310 Arbitres : Scott Foster, Tony Brothers, Ed Malloy | ABC, BeIn Sports |
| 13 juin 2021 15h00 EDT | Rapport | Score par mi-temps : 48-53, 48-54                  |                                             |                                                                     |  | Fiserv Forum, Milwaukee, Wisconsin Affluence : 16 310 Arbitres : Scott Foster, Tony Brothers, Ed Malloy | ABC, BeIn Sports |
| 13 juin 2021 15h00 EDT | Rapport | Kevin Durant, 28 Kevin Durant, 13 Kevin Durant, 5  | Points Rebonds Passes d.                    | Giánnis Antetokoúnmpo, 34 Giánnis Antetokoúnmpo, 12 Jrue Holiday, 9 |  | Fiserv Forum, Milwaukee, Wisconsin Affluence : 16 310 Arbitres : Scott Foster, Tony Brothers, Ed Malloy | ABC, BeIn Sports |

| 15 juin 2021 20h30 EDT | Rapport | Bucks de Milwaukee 108, Nets de Brooklyn 114                        | Bucks de Milwaukee 108, Nets de Brooklyn 114 | Bucks de Milwaukee 108, Nets de Brooklyn 114       |  | Barclays Center, Brooklyn, New York Affluence : 16 067 Arbitres : James Capers, Ken Mauer, Ben Taylor | TNT, BeIn Sports |
| 15 juin 2021 20h30 EDT | Rapport | Score par quart-temps : 29-15, 30-28, 28-38, 21-33                  |                                              |                                                    |  | Barclays Center, Brooklyn, New York Affluence : 16 067 Arbitres : James Capers, Ken Mauer, Ben Taylor | TNT, BeIn Sports |
| 15 juin 2021 20h30 EDT | Rapport | Score par mi-temps : 59-43, 49-71                                   |                                              |                                                    |  | Barclays Center, Brooklyn, New York Affluence : 16 067 Arbitres : James Capers, Ken Mauer, Ben Taylor | TNT, BeIn Sports |
| 15 juin 2021 20h30 EDT | Rapport | Giánnis Antetokoúnmpo, 34 Giánnis Antetokoúnmpo, 12 Jrue Holiday, 8 | Points Rebonds Passes d.                     | Kevin Durant, 49 Kevin Durant, 17 Kevin Durant, 10 |  | Barclays Center, Brooklyn, New York Affluence : 16 067 Arbitres : James Capers, Ken Mauer, Ben Taylor | TNT, BeIn Sports |

| 17 juin 2021 20h30 EDT | Rapport | Nets de Brooklyn 89, Bucks de Milwaukee 104        | Nets de Brooklyn 89, Bucks de Milwaukee 104 | Nets de Brooklyn 89, Bucks de Milwaukee 104                         |  | Fiserv Forum, Milwaukee, Wisconsin Affluence : 16 310 Arbitres : Zach Zarba, Kane Fitzgerald, Courtney Kirkland | ESPN, BeIn Sports |
| 17 juin 2021 20h30 EDT | Rapport | Score par quart-temps : 19-26, 29-33, 19-19, 22-26 |                                             |                                                                     |  | Fiserv Forum, Milwaukee, Wisconsin Affluence : 16 310 Arbitres : Zach Zarba, Kane Fitzgerald, Courtney Kirkland | ESPN, BeIn Sports |
| 17 juin 2021 20h30 EDT | Rapport | Score par mi-temps : 48-59, 41-45                  |                                             |                                                                     |  | Fiserv Forum, Milwaukee, Wisconsin Affluence : 16 310 Arbitres : Zach Zarba, Kane Fitzgerald, Courtney Kirkland | ESPN, BeIn Sports |
| 17 juin 2021 20h30 EDT | Rapport | Kevin Durant, 32 Kevin Durant, 11 James Harden, 7  | Points Rebonds Passes d.                    | Khris Middleton, 38 Giánnis Antetokoúnmpo, 17 Holiday, Middleton, 5 |  | Fiserv Forum, Milwaukee, Wisconsin Affluence : 16 310 Arbitres : Zach Zarba, Kane Fitzgerald, Courtney Kirkland | ESPN, BeIn Sports |

| 19 juin 2021 20h30 EDT | Rapport | Bucks de Milwaukee 115, Nets de Brooklyn 111                            | Bucks de Milwaukee 115, Nets de Brooklyn 111 | Bucks de Milwaukee 115, Nets de Brooklyn 111       | OT | Barclays Center, Brooklyn, New York Affluence : 16 287 Arbitres : Marc Davis, John Goble, Josh Tiven | TNT, BeIn Sports |
| 19 juin 2021 20h30 EDT | Rapport | Score par quart-temps : 25-28, 22-25, 35-28, 27-28 ; prolongation : 6-2 |                                              |                                                    | OT | Barclays Center, Brooklyn, New York Affluence : 16 287 Arbitres : Marc Davis, John Goble, Josh Tiven | TNT, BeIn Sports |
| 19 juin 2021 20h30 EDT | Rapport | Score par mi-temps : 47-53, 68-58                                       |                                              |                                                    | OT | Barclays Center, Brooklyn, New York Affluence : 16 287 Arbitres : Marc Davis, John Goble, Josh Tiven | TNT, BeIn Sports |
| 19 juin 2021 20h30 EDT | Rapport | Giánnis Antetokoúnmpo, 40 Giánnis Antetokoúnmpo, 13 Jrue Holiday, 8     | Points Rebonds Passes d.                     | Kevin Durant, 48 Blake Griffin, 11 James Harden, 9 | OT | Barclays Center, Brooklyn, New York Affluence : 16 287 Arbitres : Marc Davis, John Goble, Josh Tiven | TNT, BeIn Sports |
| 19 juin 2021 20h30 EDT | Rapport | Milwaukee remporte la série 4 à 3.                                      |                                              |                                                    | OT | Barclays Center, Brooklyn, New York Affluence : 16 287 Arbitres : Marc Davis, John Goble, Josh Tiven | TNT, BeIn Sports |

Matchs de saison régulière
Milwaukee remporte la série 2 à 1.
| 18 janvier 2021 | Rapport | Bucks de Milwaukee 123, Nets de Brooklyn 125 | Bucks de Milwaukee 123, Nets de Brooklyn 125 | Bucks de Milwaukee 123, Nets de Brooklyn 125 |  | Barclays Center, Brooklyn, New York |

| 2 mai 2021 | Rapport | Nets de Brooklyn 114, Bucks de Milwaukee 117 | Nets de Brooklyn 114, Bucks de Milwaukee 117 | Nets de Brooklyn 114, Bucks de Milwaukee 117 |  | Fiserv Forum, Milwaukee, Wisconsin |

| 4 mai 2021 | Rapport | Nets de Brooklyn 118, Bucks de Milwaukee 124 | Nets de Brooklyn 118, Bucks de Milwaukee 124 | Nets de Brooklyn 118, Bucks de Milwaukee 124 |  | Fiserv Forum, Milwaukee, Wisconsin |

Dernière rencontre en playoffsPremier tour de conférence Est 2003 (New Jersey gagne 4-2).

### Conférence Ouest

#### (1)Jazz de l'Utahvs.Clippers de Los Angeles(4)
| 8 juin 2021 22h00 EDT | Rapport | Clippers de Los Angeles 109, Jazz de l'Utah 112    | Clippers de Los Angeles 109, Jazz de l'Utah 112 | Clippers de Los Angeles 109, Jazz de l'Utah 112    |  | Vivint Smart Home Arena, Salt Lake City, Utah Affluence : 18 007 Arbitres : John Goble, Eric Lewis, Brian Forte | TNT, BeIn Sports |
| 8 juin 2021 22h00 EDT | Rapport | Score par quart-temps : 25-18, 35-29, 19-32, 30-33 |                                                 |                                                    |  | Vivint Smart Home Arena, Salt Lake City, Utah Affluence : 18 007 Arbitres : John Goble, Eric Lewis, Brian Forte | TNT, BeIn Sports |
| 8 juin 2021 22h00 EDT | Rapport | Score par mi-temps : 60-47, 49-65                  |                                                 |                                                    |  | Vivint Smart Home Arena, Salt Lake City, Utah Affluence : 18 007 Arbitres : John Goble, Eric Lewis, Brian Forte | TNT, BeIn Sports |
| 8 juin 2021 22h00 EDT | Rapport | Kawhi Leonard, 23 Paul George, 10 Rajon Rondo, 6   | Points Rebonds Passes d.                        | Donovan Mitchell, 45 Rudy Gobert, 12 Joe Ingles, 7 |  | Vivint Smart Home Arena, Salt Lake City, Utah Affluence : 18 007 Arbitres : John Goble, Eric Lewis, Brian Forte | TNT, BeIn Sports |

| 10 juin 2021 22h00 EDT | Rapport | Clippers de Los Angeles 111, Jazz de l'Utah 117      | Clippers de Los Angeles 111, Jazz de l'Utah 117 | Clippers de Los Angeles 111, Jazz de l'Utah 117          |  | Vivint Smart Home Arena, Salt Lake City, Utah Affluence : 18 007 Arbitres : Scott Foster, Kevin Cuttler, Tre Maddox | ESPN, BeIn Sports |
| 10 juin 2021 22h00 EDT | Rapport | Score par quart-temps : 29-30, 24-36, 33-27, 25-24   |                                                 |                                                          |  | Vivint Smart Home Arena, Salt Lake City, Utah Affluence : 18 007 Arbitres : Scott Foster, Kevin Cuttler, Tre Maddox | ESPN, BeIn Sports |
| 10 juin 2021 22h00 EDT | Rapport | Score par mi-temps : 53-66, 58-51                    |                                                 |                                                          |  | Vivint Smart Home Arena, Salt Lake City, Utah Affluence : 18 007 Arbitres : Scott Foster, Kevin Cuttler, Tre Maddox | ESPN, BeIn Sports |
| 10 juin 2021 22h00 EDT | Rapport | Reggie Jackson, 29 Morris, George, 10 Paul George, 6 | Points Rebonds Passes d.                        | Donovan Mitchell, 37 Rudy Gobert, 20 Mitchell, Ingles, 4 |  | Vivint Smart Home Arena, Salt Lake City, Utah Affluence : 18 007 Arbitres : Scott Foster, Kevin Cuttler, Tre Maddox | ESPN, BeIn Sports |

| 12 juin 2021 20h30 EDT | Rapport | Jazz de l'Utah 106, Clippers de Los Angeles 132          | Jazz de l'Utah 106, Clippers de Los Angeles 132 | Jazz de l'Utah 106, Clippers de Los Angeles 132        |  | Staples Center, Los Angeles, Californie Affluence : 8 185 Arbitres : Kane Fitzgerald, James Williams, Michael Smith | ABC, BeIn Sports |
| 12 juin 2021 20h30 EDT | Rapport | Score par quart-temps : 23-27, 26-37, 34-30, 23-38       |                                                 |                                                        |  | Staples Center, Los Angeles, Californie Affluence : 8 185 Arbitres : Kane Fitzgerald, James Williams, Michael Smith | ABC, BeIn Sports |
| 12 juin 2021 20h30 EDT | Rapport | Score par mi-temps : 49-64, 57-68                        |                                                 |                                                        |  | Staples Center, Los Angeles, Californie Affluence : 8 185 Arbitres : Kane Fitzgerald, James Williams, Michael Smith | ABC, BeIn Sports |
| 12 juin 2021 20h30 EDT | Rapport | Donovan Mitchell, 30 Rudy Gobert, 10 Donovan Mitchell, 4 | Points Rebonds Passes d.                        | Kawhi Leonard, 34 Kawhi Leonard, 12 Leonard, George, 5 |  | Staples Center, Los Angeles, Californie Affluence : 8 185 Arbitres : Kane Fitzgerald, James Williams, Michael Smith | ABC, BeIn Sports |

| 14 juin 2021 22h00 EDT | Rapport | Jazz de l'Utah 104, Clippers de Los Angeles 118             | Jazz de l'Utah 104, Clippers de Los Angeles 118 | Jazz de l'Utah 104, Clippers de Los Angeles 118     |  | Staples Center, Los Angeles, Californie Affluence : 8 474 Arbitres : Zach Zarba, Sean Wright, Sean Corbin | TNT, BeIn Sports |
| 14 juin 2021 22h00 EDT | Rapport | Score par quart-temps : 13-30, 31-38, 29-26, 31-24          |                                                 |                                                     |  | Staples Center, Los Angeles, Californie Affluence : 8 474 Arbitres : Zach Zarba, Sean Wright, Sean Corbin | TNT, BeIn Sports |
| 14 juin 2021 22h00 EDT | Rapport | Score par mi-temps : 44-68, 60-50                           |                                                 |                                                     |  | Staples Center, Los Angeles, Californie Affluence : 8 474 Arbitres : Zach Zarba, Sean Wright, Sean Corbin | TNT, BeIn Sports |
| 14 juin 2021 22h00 EDT | Rapport | Donovan Mitchell, 37 O'Neale, Gobert, 8 Donovan Mitchell, 4 | Points Rebonds Passes d.                        | Leonard, George, 31 Paul George, 9 Batum, George, 4 |  | Staples Center, Los Angeles, Californie Affluence : 8 474 Arbitres : Zach Zarba, Sean Wright, Sean Corbin | TNT, BeIn Sports |

| 16 juin 2021 22h00 EDT | Rapport | Clippers de Los Angeles 119, Jazz de l'Utah 111    | Clippers de Los Angeles 119, Jazz de l'Utah 111 | Clippers de Los Angeles 119, Jazz de l'Utah 111    |  | Vivint Smart Home Arena, Salt Lake City, Utah Affluence : 18 007 Arbitres : John Goble, Josh Tiven, Curtis Blair | TNT, BeIn Sports |
| 16 juin 2021 22h00 EDT | Rapport | Score par quart-temps : 36-37, 24-28, 32-18, 27-28 |                                                 |                                                    |  | Vivint Smart Home Arena, Salt Lake City, Utah Affluence : 18 007 Arbitres : John Goble, Josh Tiven, Curtis Blair | TNT, BeIn Sports |
| 16 juin 2021 22h00 EDT | Rapport | Score par mi-temps : 60-65, 59-46                  |                                                 |                                                    |  | Vivint Smart Home Arena, Salt Lake City, Utah Affluence : 18 007 Arbitres : John Goble, Josh Tiven, Curtis Blair | TNT, BeIn Sports |
| 16 juin 2021 22h00 EDT | Rapport | Paul George, 37 Paul George, 16 Paul George, 5     | Points Rebonds Passes d.                        | Bojan Bogdanović, 32 Rudy Gobert, 10 Joe Ingles, 6 |  | Vivint Smart Home Arena, Salt Lake City, Utah Affluence : 18 007 Arbitres : John Goble, Josh Tiven, Curtis Blair | TNT, BeIn Sports |

| 18 juin 2021 22h00 EDT | Rapport | Jazz de l'Utah 119, Clippers de Los Angeles 131              | Jazz de l'Utah 119, Clippers de Los Angeles 131 | Jazz de l'Utah 119, Clippers de Los Angeles 131    |  | Staples Center, Los Angeles, Californie Affluence : 17 105 Arbitres : James Capers, Eric Lewis, Kevin Scott | ESPN, BeIn Sports |
| 18 juin 2021 22h00 EDT | Rapport | Score par quart-temps : 33-31, 39-19, 22-41, 25-40           |                                                 |                                                    |  | Staples Center, Los Angeles, Californie Affluence : 17 105 Arbitres : James Capers, Eric Lewis, Kevin Scott | ESPN, BeIn Sports |
| 18 juin 2021 22h00 EDT | Rapport | Score par mi-temps : 72-50, 47-81                            |                                                 |                                                    |  | Staples Center, Los Angeles, Californie Affluence : 17 105 Arbitres : James Capers, Eric Lewis, Kevin Scott | ESPN, BeIn Sports |
| 18 juin 2021 22h00 EDT | Rapport | Donovan Mitchell, 39 Gobert, O'Neale, 10 Donovan Mitchell, 9 | Points Rebonds Passes d.                        | Terance Mann, 39 Paul George, 9 Reggie Jackson, 10 |  | Staples Center, Los Angeles, Californie Affluence : 17 105 Arbitres : James Capers, Eric Lewis, Kevin Scott | ESPN, BeIn Sports |
| 18 juin 2021 22h00 EDT | Rapport | Los Angeles remporte la série 4 à 2.                         |                                                 |                                                    |  | Staples Center, Los Angeles, Californie Affluence : 17 105 Arbitres : James Capers, Eric Lewis, Kevin Scott | ESPN, BeIn Sports |

Matchs de saison régulière
Utah remporte la série 2 à 1.
| 1er janvier 2021 | Rapport | Clippers de Los Angeles 100, Jazz de l'Utah 106 | Clippers de Los Angeles 100, Jazz de l'Utah 106 | Clippers de Los Angeles 100, Jazz de l'Utah 106 |  | Vivint Smart Home Arena, Salt Lake City, Utah |

| 17 février 2021 | Rapport | Jazz de l'Utah 114, Clippers de Los Angeles 96 | Jazz de l'Utah 114, Clippers de Los Angeles 96 | Jazz de l'Utah 114, Clippers de Los Angeles 96 |  | Staples Center, Los Angeles, Californie |

| 19 février 2021 | Rapport | Jazz de l'Utah 112, Clippers de Los Angeles 116 | Jazz de l'Utah 112, Clippers de Los Angeles 116 | Jazz de l'Utah 112, Clippers de Los Angeles 116 |  | Staples Center, Los Angeles, Californie |

Dernière rencontre en playoffsPremier tour de conférence Ouest 2017 (Utah gagne 4-3).

#### (2)Suns de Phoenixvs.Nuggets de Denver(3)
| 7 juin 2021 22h00 EDT | Rapport | Nuggets de Denver 105, Suns de Phoenix 122              | Nuggets de Denver 105, Suns de Phoenix 122 | Nuggets de Denver 105, Suns de Phoenix 122         |  | PHX Arena, Phoenix, Arizona Affluence : 16 219 Arbitres : Marc Davis, Courtney Kirkland, Kevin Scott | TNT |
| 7 juin 2021 22h00 EDT | Rapport | Score par quart-temps : 28-28, 30-29, 21-31, 26-34      |                                            |                                                    |  | PHX Arena, Phoenix, Arizona Affluence : 16 219 Arbitres : Marc Davis, Courtney Kirkland, Kevin Scott | TNT |
| 7 juin 2021 22h00 EDT | Rapport | Score par mi-temps : 58-57, 47-65                       |                                            |                                                    |  | PHX Arena, Phoenix, Arizona Affluence : 16 219 Arbitres : Marc Davis, Courtney Kirkland, Kevin Scott | TNT |
| 7 juin 2021 22h00 EDT | Rapport | Nikola Jokić, 22 JaMychal Green, 11 Campazzo, Morris, 6 | Points Rebonds Passes d.                   | Mikal Bridges, 23 Deandre Ayton, 10 Chris Paul, 11 |  | PHX Arena, Phoenix, Arizona Affluence : 16 219 Arbitres : Marc Davis, Courtney Kirkland, Kevin Scott | TNT |

| 9 juin 2021 21h30 EDT | Rapport | Nuggets de Denver 98, Suns de Phoenix 123          | Nuggets de Denver 98, Suns de Phoenix 123 | Nuggets de Denver 98, Suns de Phoenix 123         |  | PHX Arena, Phoenix, Arizona Affluence : 16 529 Arbitres : Marc Davis, Courtney Kirkland, Kevin Scott | TNT, BeIn Sports |
| 9 juin 2021 21h30 EDT | Rapport | Score par quart-temps : 21-25, 21-27, 25-34, 31-37 |                                           |                                                   |  | PHX Arena, Phoenix, Arizona Affluence : 16 529 Arbitres : Marc Davis, Courtney Kirkland, Kevin Scott | TNT, BeIn Sports |
| 9 juin 2021 21h30 EDT | Rapport | Score par mi-temps : 42-52, 56-71                  |                                           |                                                   |  | PHX Arena, Phoenix, Arizona Affluence : 16 529 Arbitres : Marc Davis, Courtney Kirkland, Kevin Scott | TNT, BeIn Sports |
| 9 juin 2021 21h30 EDT | Rapport | Nikola Jokić, 24 Nikola Jokić, 13 Nikola Jokić, 6  | Points Rebonds Passes d.                  | Devin Booker, 18 Booker, Ayton, 10 Chris Paul, 15 |  | PHX Arena, Phoenix, Arizona Affluence : 16 529 Arbitres : Marc Davis, Courtney Kirkland, Kevin Scott | TNT, BeIn Sports |

| 11 juin 2021 22h00 EDT | Rapport | Suns de Phoenix 116, Nuggets de Denver 102         | Suns de Phoenix 116, Nuggets de Denver 102 | Suns de Phoenix 116, Nuggets de Denver 102         |  | Ball Arena, Denver, Colorado Affluence : 18 277 Arbitres : James Capers, Sean Wright, Ben Taylor | ESPN, BeIn Sports |
| 11 juin 2021 22h00 EDT | Rapport | Score par quart-temps : 37-27, 22-28, 31-21, 26-26 |                                            |                                                    |  | Ball Arena, Denver, Colorado Affluence : 18 277 Arbitres : James Capers, Sean Wright, Ben Taylor | ESPN, BeIn Sports |
| 11 juin 2021 22h00 EDT | Rapport | Score par mi-temps : 59-55, 57-47                  |                                            |                                                    |  | Ball Arena, Denver, Colorado Affluence : 18 277 Arbitres : James Capers, Sean Wright, Ben Taylor | ESPN, BeIn Sports |
| 11 juin 2021 22h00 EDT | Rapport | Devin Booker, 28 Deandre Ayton, 15 Chris Paul, 8   | Points Rebonds Passes d.                   | Nikola Jokić, 32 Nikola Jokić, 20 Nikola Jokić, 10 |  | Ball Arena, Denver, Colorado Affluence : 18 277 Arbitres : James Capers, Sean Wright, Ben Taylor | ESPN, BeIn Sports |

| 13 juin 2021 20h00 EDT | Rapport | Suns de Phoenix 125, Nuggets de Denver 118         | Suns de Phoenix 125, Nuggets de Denver 118 | Suns de Phoenix 125, Nuggets de Denver 118       |  | Ball Arena, Denver, Colorado Affluence : 18 290 Arbitres : David Guthrie, Pat Fraher, Rodney Mott | TNT, BeIn Sports |
| 13 juin 2021 20h00 EDT | Rapport | Score par quart-temps : 28-22, 35-33, 33-28, 29-35 |                                            |                                                  |  | Ball Arena, Denver, Colorado Affluence : 18 290 Arbitres : David Guthrie, Pat Fraher, Rodney Mott | TNT, BeIn Sports |
| 13 juin 2021 20h00 EDT | Rapport | Score par mi-temps : 63-55, 62-63                  |                                            |                                                  |  | Ball Arena, Denver, Colorado Affluence : 18 290 Arbitres : David Guthrie, Pat Fraher, Rodney Mott | TNT, BeIn Sports |
| 13 juin 2021 20h00 EDT | Rapport | Chris Paul, 37 Devin Booker, 11 Chris Paul, 7      | Points Rebonds Passes d.                   | Will Barton, 25 Nikola Jokić, 11 Monté Morris, 6 |  | Ball Arena, Denver, Colorado Affluence : 18 290 Arbitres : David Guthrie, Pat Fraher, Rodney Mott | TNT, BeIn Sports |
| 13 juin 2021 20h00 EDT | Rapport | Phoenix remporte la série 4 à 0.                   |                                            |                                                  |  | Ball Arena, Denver, Colorado Affluence : 18 290 Arbitres : David Guthrie, Pat Fraher, Rodney Mott | TNT, BeIn Sports |

Matchs de saison régulière
Denver remporte la série 2 à 1.
| 1er janvier 2021 | Rapport | Suns de Phoenix 106, Nuggets de Denver 103 | Suns de Phoenix 106, Nuggets de Denver 103 | Suns de Phoenix 106, Nuggets de Denver 103 |  | Ball Arena, Denver, Colorado |

| 22 janvier 2021 | Rapport | Nuggets de Denver 130, Suns de Phoenix 126 | Nuggets de Denver 130, Suns de Phoenix 126 | Nuggets de Denver 130, Suns de Phoenix 126 |  | PHX Arena, Phoenix, Arizona |

| 23 janvier 2021 | Rapport | Nuggets de Denver 120, Suns de Phoenix 112 | Nuggets de Denver 120, Suns de Phoenix 112 | Nuggets de Denver 120, Suns de Phoenix 112 |  | PHX Arena, Phoenix, Arizona |

Dernière rencontre en playoffsPremier tour de conférence Ouest 1989 (Phoenix gagne 3-0).

## Finales de conférence

### Conférence Est

#### (3)Bucks de Milwaukeevs.Hawks d'Atlanta(5)
| 23 juin 2021 20h30 EDT | Rapport | Hawks d'Atlanta 116, Bucks de Milwaukee 113        | Hawks d'Atlanta 116, Bucks de Milwaukee 113 | Hawks d'Atlanta 116, Bucks de Milwaukee 113                          |  | Fiserv Forum, Milwaukee, Wisconsin Affluence : 16 310 Arbitres : Zach Zarba, Eric Lewis, Tyler Ford | TNT, BeIn Sports |
| 23 juin 2021 20h30 EDT | Rapport | Score par quart-temps : 25-28, 29-31, 34-26, 28-28 |                                             |                                                                      |  | Fiserv Forum, Milwaukee, Wisconsin Affluence : 16 310 Arbitres : Zach Zarba, Eric Lewis, Tyler Ford | TNT, BeIn Sports |
| 23 juin 2021 20h30 EDT | Rapport | Score par mi-temps : 54-59, 62-54                  |                                             |                                                                      |  | Fiserv Forum, Milwaukee, Wisconsin Affluence : 16 310 Arbitres : Zach Zarba, Eric Lewis, Tyler Ford | TNT, BeIn Sports |
| 23 juin 2021 20h30 EDT | Rapport | Trae Young, 48 Clint Capela, 19 Trae Young, 11     | Points Rebonds Passes d.                    | Giánnis Antetokoúnmpo, 34 Giánnis Antetokoúnmpo, 12 Jrue Holiday, 10 |  | Fiserv Forum, Milwaukee, Wisconsin Affluence : 16 310 Arbitres : Zach Zarba, Eric Lewis, Tyler Ford | TNT, BeIn Sports |

| 25 juin 2021 20h30 EDT | Rapport | Hawks d'Atlanta 91, Bucks de Milwaukee 125             | Hawks d'Atlanta 91, Bucks de Milwaukee 125 | Hawks d'Atlanta 91, Bucks de Milwaukee 125                            |  | Fiserv Forum, Milwaukee, Wisconsin Affluence : 16 422 Arbitres : Scott Foster, Pat Fraher, Courtney Kirkland | TNT, BeIn Sports |
| 25 juin 2021 20h30 EDT | Rapport | Score par quart-temps : 28-34, 17-43, 18-26, 28-22     |                                            |                                                                       |  | Fiserv Forum, Milwaukee, Wisconsin Affluence : 16 422 Arbitres : Scott Foster, Pat Fraher, Courtney Kirkland | TNT, BeIn Sports |
| 25 juin 2021 20h30 EDT | Rapport | Score par mi-temps : 45-77, 46-48                      |                                            |                                                                       |  | Fiserv Forum, Milwaukee, Wisconsin Affluence : 16 422 Arbitres : Scott Foster, Pat Fraher, Courtney Kirkland | TNT, BeIn Sports |
| 25 juin 2021 20h30 EDT | Rapport | Trae Young, 15 Capela, Collins, 8 Bogdan Bogdanović, 4 | Points Rebonds Passes d.                   | Giánnis Antetokoúnmpo, 25 Giánnis Antetokoúnmpo, 9 Khris Middleton, 8 |  | Fiserv Forum, Milwaukee, Wisconsin Affluence : 16 422 Arbitres : Scott Foster, Pat Fraher, Courtney Kirkland | TNT, BeIn Sports |

| 27 juin 2021 20h30 EDT | Rapport | Bucks de Milwaukee 113, Hawks d'Atlanta 102                       | Bucks de Milwaukee 113, Hawks d'Atlanta 102 | Bucks de Milwaukee 113, Hawks d'Atlanta 102      |  | State Farm Arena, Atlanta, Géorgie Affluence : 16 650 Arbitres : Marc Davis, Sean Wright, Kevin Scott | TNT, BeIn Sports |
| 27 juin 2021 20h30 EDT | Rapport | Score par quart-temps : 27-32, 29-24, 27-29, 30-17                |                                             |                                                  |  | State Farm Arena, Atlanta, Géorgie Affluence : 16 650 Arbitres : Marc Davis, Sean Wright, Kevin Scott | TNT, BeIn Sports |
| 27 juin 2021 20h30 EDT | Rapport | Score par mi-temps : 56-56, 57-46                                 |                                             |                                                  |  | State Farm Arena, Atlanta, Géorgie Affluence : 16 650 Arbitres : Marc Davis, Sean Wright, Kevin Scott | TNT, BeIn Sports |
| 27 juin 2021 20h30 EDT | Rapport | Khris Middleton, 38 Antetokoúnmpo, Middleton, 11 Jrue Holiday, 12 | Points Rebonds Passes d.                    | Trae Young, 35 Clint Capela, 11 Kevin Huerter, 7 |  | State Farm Arena, Atlanta, Géorgie Affluence : 16 650 Arbitres : Marc Davis, Sean Wright, Kevin Scott | TNT, BeIn Sports |

| 29 juin 2021 20h30 EDT | Rapport | Bucks de Milwaukee 88, Hawks d'Atlanta 110                   | Bucks de Milwaukee 88, Hawks d'Atlanta 110 | Bucks de Milwaukee 88, Hawks d'Atlanta 110          |  | State Farm Arena, Atlanta, Géorgie Affluence : 16 478 Arbitres : James Capers, Josh Tiven, Tom Washington | TNT, BeIn Sports |
| 29 juin 2021 20h30 EDT | Rapport | Score par quart-temps : 22-25, 16-26, 24-36, 26-23           |                                            |                                                     |  | State Farm Arena, Atlanta, Géorgie Affluence : 16 478 Arbitres : James Capers, Josh Tiven, Tom Washington | TNT, BeIn Sports |
| 29 juin 2021 20h30 EDT | Rapport | Score par mi-temps : 38-51, 50-59                            |                                            |                                                     |  | State Farm Arena, Atlanta, Géorgie Affluence : 16 478 Arbitres : James Capers, Josh Tiven, Tom Washington | TNT, BeIn Sports |
| 29 juin 2021 20h30 EDT | Rapport | Jrue Holiday, 19 Antetokoúnmpo, Middleton, 8 Jrue Holiday, 9 | Points Rebonds Passes d.                   | Lou Williams, 21 Capela, Collins, 7 Lou Williams, 8 |  | State Farm Arena, Atlanta, Géorgie Affluence : 16 478 Arbitres : James Capers, Josh Tiven, Tom Washington | TNT, BeIn Sports |

| 1er juillet 2021 20h30 EDT | Rapport | Hawks d'Atlanta 112, Bucks de Milwaukee 123               | Hawks d'Atlanta 112, Bucks de Milwaukee 123 | Hawks d'Atlanta 112, Bucks de Milwaukee 123          |  | Fiserv Forum, Milwaukee, Wisconsin Affluence : 16 389 Arbitres : David Guthrie,Tony Brothers, James Williams | TNT, BeIn Sports |
| 1er juillet 2021 20h30 EDT | Rapport | Score par quart-temps : 22-36, 34-29, 22-26, 34-32        |                                             |                                                      |  | Fiserv Forum, Milwaukee, Wisconsin Affluence : 16 389 Arbitres : David Guthrie,Tony Brothers, James Williams | TNT, BeIn Sports |
| 1er juillet 2021 20h30 EDT | Rapport | Score par mi-temps : 56-65, 56-58                         |                                             |                                                      |  | Fiserv Forum, Milwaukee, Wisconsin Affluence : 16 389 Arbitres : David Guthrie,Tony Brothers, James Williams | TNT, BeIn Sports |
| 1er juillet 2021 20h30 EDT | Rapport | Bogdan Bogdanović, 28 Collins, Capela, 8 Kevin Huerter, 7 | Points Rebonds Passes d.                    | Brook Lopez, 33 Khris Middleton, 13 Jrue Holiday, 13 |  | Fiserv Forum, Milwaukee, Wisconsin Affluence : 16 389 Arbitres : David Guthrie,Tony Brothers, James Williams | TNT, BeIn Sports |

| 3 juillet 2021 20h30 EDT | Rapport | Bucks de Milwaukee 118, Hawks d'Atlanta 107            | Bucks de Milwaukee 118, Hawks d'Atlanta 107 | Bucks de Milwaukee 118, Hawks d'Atlanta 107    |  | State Farm Arena, Atlanta, Géorgie Arbitres : Zach Zarba, Eric Lewis, Sean Wright | TNT, BeIn Sports |
| 3 juillet 2021 20h30 EDT | Rapport | Score par quart-temps : 28-24, 19-19, 44-29, 27-35     |                                             |                                                |  | State Farm Arena, Atlanta, Géorgie Arbitres : Zach Zarba, Eric Lewis, Sean Wright | TNT, BeIn Sports |
| 3 juillet 2021 20h30 EDT | Rapport | Score par mi-temps : 47-43, 71-64                      |                                             |                                                |  | State Farm Arena, Atlanta, Géorgie Arbitres : Zach Zarba, Eric Lewis, Sean Wright | TNT, BeIn Sports |
| 3 juillet 2021 20h30 EDT | Rapport | Khris Middleton, 32 Holiday, Portis, 9 Jrue Holiday, 9 | Points Rebonds Passes d.                    | Cam Reddish, 21 John Collins, 11 Trae Young, 9 |  | State Farm Arena, Atlanta, Géorgie Arbitres : Zach Zarba, Eric Lewis, Sean Wright | TNT, BeIn Sports |
| 3 juillet 2021 20h30 EDT | Rapport | Milwaukee remporte la série 4 à 2.                     |                                             |                                                |  | State Farm Arena, Atlanta, Géorgie Arbitres : Zach Zarba, Eric Lewis, Sean Wright | TNT, BeIn Sports |

Matchs de saison régulière
Milwaukee remporte la série 2 à 1.
| 17 mars 2021 | Rapport | Hawks d'Atlanta 115, Bucks de Milwaukee 129 | Hawks d'Atlanta 115, Bucks de Milwaukee 129 | Hawks d'Atlanta 115, Bucks de Milwaukee 129 |  | Fiserv Forum, Milwaukee, Wisconsin |

| 22 avril 2021 | Rapport | Bucks de Milwaukee 120, Hawks d'Atlanta 109 | Bucks de Milwaukee 120, Hawks d'Atlanta 109 | Bucks de Milwaukee 120, Hawks d'Atlanta 109 |  | State Farm Arena, Atlanta, Géorgie |

| 24 avril 2021 | Rapport | Bucks de Milwaukee 104, Hawks d'Atlanta 111 | Bucks de Milwaukee 104, Hawks d'Atlanta 111 | Bucks de Milwaukee 104, Hawks d'Atlanta 111 |  | State Farm Arena, Atlanta, Géorgie |

Dernière rencontre en playoffsPremier tour de conférence Est 2010 (Atlanta gagne 4-3).

### Conférence Ouest

#### (2)Suns de Phoenixvs.Clippers de Los Angeles(4)
| 20 juin 2021 15h30 EDT | Rapport | Clippers de Los Angeles 114, Suns de Phoenix 120   | Clippers de Los Angeles 114, Suns de Phoenix 120 | Clippers de Los Angeles 114, Suns de Phoenix 120   |  | PHX Arena, Phoenix, Arizona Affluence : 16 583 Arbitres : David Guthrie, Tony Brothers, Ben Taylor | ABC, BeIn Sports |
| 20 juin 2021 15h30 EDT | Rapport | Score par quart-temps : 21-21, 33-36, 39-36, 21-27 |                                                  |                                                    |  | PHX Arena, Phoenix, Arizona Affluence : 16 583 Arbitres : David Guthrie, Tony Brothers, Ben Taylor | ABC, BeIn Sports |
| 20 juin 2021 15h30 EDT | Rapport | Score par mi-temps : 54-57, 60-63                  |                                                  |                                                    |  | PHX Arena, Phoenix, Arizona Affluence : 16 583 Arbitres : David Guthrie, Tony Brothers, Ben Taylor | ABC, BeIn Sports |
| 20 juin 2021 15h30 EDT | Rapport | Paul George, 34 Nicolas Batum, 10 Rajon Rondo, 7   | Points Rebonds Passes d.                         | Devin Booker, 40 Devin Booker, 13 Devin Booker, 11 |  | PHX Arena, Phoenix, Arizona Affluence : 16 583 Arbitres : David Guthrie, Tony Brothers, Ben Taylor | ABC, BeIn Sports |

| 22 juin 2021 21h00 EDT | Rapport | Clippers de Los Angeles 103, Suns de Phoenix 104   | Clippers de Los Angeles 103, Suns de Phoenix 104 | Clippers de Los Angeles 103, Suns de Phoenix 104     |  | PHX Arena, Phoenix, Arizona Affluence : 16 645 Arbitres : Scott Foster, Kane Fitzgerald, Curtis Blair | ESPN, BeIn Sports |
| 22 juin 2021 21h00 EDT | Rapport | Score par quart-temps : 22-25, 25-23, 24-27, 32-29 |                                                  |                                                      |  | PHX Arena, Phoenix, Arizona Affluence : 16 645 Arbitres : Scott Foster, Kane Fitzgerald, Curtis Blair | ESPN, BeIn Sports |
| 22 juin 2021 21h00 EDT | Rapport | Score par mi-temps : 47-48, 56-56                  |                                                  |                                                      |  | PHX Arena, Phoenix, Arizona Affluence : 16 645 Arbitres : Scott Foster, Kane Fitzgerald, Curtis Blair | ESPN, BeIn Sports |
| 22 juin 2021 21h00 EDT | Rapport | Paul George, 26 Ivica Zubac, 11 Paul George, 6     | Points Rebonds Passes d.                         | Cameron Payne, 29 Deandre Ayton, 14 Cameron Payne, 9 |  | PHX Arena, Phoenix, Arizona Affluence : 16 645 Arbitres : Scott Foster, Kane Fitzgerald, Curtis Blair | ESPN, BeIn Sports |

| 24 juin 2021 21h00 EDT | Rapport | Suns de Phoenix 92, Clippers de Los Angeles 106    | Suns de Phoenix 92, Clippers de Los Angeles 106 | Suns de Phoenix 92, Clippers de Los Angeles 106 |  | Staples Center, Los Angeles, Californie Affluence : 17 222 Arbitres : Marc Davis, John Goble, James Williams | ESPN, BeIn Sports |
| 24 juin 2021 21h00 EDT | Rapport | Score par quart-temps : 21-29, 27-17, 21-34, 23-26 |                                                 |                                                 |  | Staples Center, Los Angeles, Californie Affluence : 17 222 Arbitres : Marc Davis, John Goble, James Williams | ESPN, BeIn Sports |
| 24 juin 2021 21h00 EDT | Rapport | Score par mi-temps : 48-46, 44-60                  |                                                 |                                                 |  | Staples Center, Los Angeles, Californie Affluence : 17 222 Arbitres : Marc Davis, John Goble, James Williams | ESPN, BeIn Sports |
| 24 juin 2021 21h00 EDT | Rapport | Deandre Ayton, 18 Deandre Ayton, 9 Chris Paul, 12  | Points Rebonds Passes d.                        | Paul George, 27 Ivica Zubac, 16 Paul George, 8  |  | Staples Center, Los Angeles, Californie Affluence : 17 222 Arbitres : Marc Davis, John Goble, James Williams | ESPN, BeIn Sports |

| 26 juin 2021 21h00 EDT | Rapport | Suns de Phoenix 84, Clippers de Los Angeles 80     | Suns de Phoenix 84, Clippers de Los Angeles 80 | Suns de Phoenix 84, Clippers de Los Angeles 80 |  | Staples Center, Los Angeles, Californie Affluence : 18 222 Arbitres : Ken Mauer, Zach Zarba, Eric Lewis | ESPN, BeIn Sports |
| 26 juin 2021 21h00 EDT | Rapport | Score par quart-temps : 29-20, 21-16, 19-30, 15-14 |                                                |                                                |  | Staples Center, Los Angeles, Californie Affluence : 18 222 Arbitres : Ken Mauer, Zach Zarba, Eric Lewis | ESPN, BeIn Sports |
| 26 juin 2021 21h00 EDT | Rapport | Score par mi-temps : 50-36, 34-44                  |                                                |                                                |  | Staples Center, Los Angeles, Californie Affluence : 18 222 Arbitres : Ken Mauer, Zach Zarba, Eric Lewis | ESPN, BeIn Sports |
| 26 juin 2021 21h00 EDT | Rapport | Devin Booker, 25 Deandre Ayton, 22 Chris Paul, 7   | Points Rebonds Passes d.                       | Paul George, 23 Paul George, 16 Paul George, 6 |  | Staples Center, Los Angeles, Californie Affluence : 18 222 Arbitres : Ken Mauer, Zach Zarba, Eric Lewis | ESPN, BeIn Sports |

| 28 juin 2021 21h00 EDT | Rapport | Clippers de Los Angeles 116, Suns de Phoenix 102   | Clippers de Los Angeles 116, Suns de Phoenix 102 | Clippers de Los Angeles 116, Suns de Phoenix 102 |  | PHX Arena, Phoenix, Arizona Affluence : 16 664 Arbitres : David Guthrie, Pat Fraher, Courtney Kirkland | ESPN, BeIn Sports |
| 28 juin 2021 21h00 EDT | Rapport | Score par quart-temps : 36-26, 23-26, 32-26, 25-24 |                                                  |                                                  |  | PHX Arena, Phoenix, Arizona Affluence : 16 664 Arbitres : David Guthrie, Pat Fraher, Courtney Kirkland | ESPN, BeIn Sports |
| 28 juin 2021 21h00 EDT | Rapport | Score par mi-temps : 59-52, 57-50                  |                                                  |                                                  |  | PHX Arena, Phoenix, Arizona Affluence : 16 664 Arbitres : David Guthrie, Pat Fraher, Courtney Kirkland | ESPN, BeIn Sports |
| 28 juin 2021 21h00 EDT | Rapport | Paul George, 41 Paul George, 13 Paul George, 6     | Points Rebonds Passes d.                         | Devin Booker, 31 Deandre Ayton, 11 Chris Paul, 8 |  | PHX Arena, Phoenix, Arizona Affluence : 16 664 Arbitres : David Guthrie, Pat Fraher, Courtney Kirkland | ESPN, BeIn Sports |

| 30 juin 2021 21h00 EDT | Rapport | Suns de Phoenix 130, Clippers de Los Angeles 103   | Suns de Phoenix 130, Clippers de Los Angeles 103 | Suns de Phoenix 130, Clippers de Los Angeles 103      |  | Staples Center, Los Angeles, Californie Affluence : 18 495 Arbitres : Marc Davis, John Goble, Sean Wright | ESPN, BeIn Sports |
| 30 juin 2021 21h00 EDT | Rapport | Score par quart-temps : 33-29, 33-28, 31-26, 33-20 |                                                  |                                                       |  | Staples Center, Los Angeles, Californie Affluence : 18 495 Arbitres : Marc Davis, John Goble, Sean Wright | ESPN, BeIn Sports |
| 30 juin 2021 21h00 EDT | Rapport | Score par mi-temps : 66-57, 64-46                  |                                                  |                                                       |  | Staples Center, Los Angeles, Californie Affluence : 18 495 Arbitres : Marc Davis, John Goble, Sean Wright | ESPN, BeIn Sports |
| 30 juin 2021 21h00 EDT | Rapport | Chris Paul, 41 Deandre Ayton, 17 Chris Paul, 8     | Points Rebonds Passes d.                         | Marcus Morris, 26 George, Morris, 9 Reggie Jackson, 8 |  | Staples Center, Los Angeles, Californie Affluence : 18 495 Arbitres : Marc Davis, John Goble, Sean Wright | ESPN, BeIn Sports |
| 30 juin 2021 21h00 EDT | Rapport | Phoenix remporte la série 4 à 2.                   |                                                  |                                                       |  | Staples Center, Los Angeles, Californie Affluence : 18 495 Arbitres : Marc Davis, John Goble, Sean Wright | ESPN, BeIn Sports |

Matchs de saison régulière
Los Angeles remporte la série 2 à 1.
| 3 janvier 2021 | Rapport | Clippers de Los Angeles 112, Suns de Phoenix 107 | Clippers de Los Angeles 112, Suns de Phoenix 107 | Clippers de Los Angeles 112, Suns de Phoenix 107 |  | PHX Arena, Phoenix, Arizona |

| 8 avril 2021 | Rapport | Suns de Phoenix 103, Clippers de Los Angeles 113 | Suns de Phoenix 103, Clippers de Los Angeles 113 | Suns de Phoenix 103, Clippers de Los Angeles 113 |  | Staples Center, Los Angeles, Californie |

| 28 avril 2021 | Rapport | Clippers de Los Angeles 101, Suns de Phoenix 109 | Clippers de Los Angeles 101, Suns de Phoenix 109 | Clippers de Los Angeles 101, Suns de Phoenix 109 |  | PHX Arena, Phoenix, Arizona |

Dernière rencontre en playoffsDemi-finales de conférence Ouest 2006 (Phoenix gagne 4-3).

## Finales NBA: (E3)Bucks de Milwaukeevs (W2)Suns de Phoenix
| 6 juillet 2021 21h00 EDT | Rapport | Bucks de Milwaukee 105, Suns de Phoenix 118                   | Bucks de Milwaukee 105, Suns de Phoenix 118 | Bucks de Milwaukee 105, Suns de Phoenix 118    |  | PHX Arena, Phoenix, Arizona Affluence : 16 557 Arbitres : Marc Davis, Pat Fraher, Josh Tiven |
| 6 juillet 2021 21h00 EDT | Rapport | Score par quart-temps : 26-30, 23-27, 27-35, 29-26            |                                             |                                                |  | PHX Arena, Phoenix, Arizona Affluence : 16 557 Arbitres : Marc Davis, Pat Fraher, Josh Tiven |
| 6 juillet 2021 21h00 EDT | Rapport | Score par mi-temps : 49-57, 56-61                             |                                             |                                                |  | PHX Arena, Phoenix, Arizona Affluence : 16 557 Arbitres : Marc Davis, Pat Fraher, Josh Tiven |
| 6 juillet 2021 21h00 EDT | Rapport | Khris Middleton, 29 Giánnis Antetokoúnmpo, 17 Jrue Holiday, 9 | Points Rebonds Passes d.                    | Chris Paul, 32 Deandre Ayton, 19 Chris Paul, 9 |  | PHX Arena, Phoenix, Arizona Affluence : 16 557 Arbitres : Marc Davis, Pat Fraher, Josh Tiven |

| 8 juillet 2021 21h00 EDT | Rapport | Bucks de Milwaukee 108, Suns de Phoenix 118                            | Bucks de Milwaukee 108, Suns de Phoenix 118 | Bucks de Milwaukee 108, Suns de Phoenix 118      |  | PHX Arena, Phoenix, Arizona Affluence : 16 583 Arbitres : Tony Brothers, Zach Zarba, Sean Wright |
| 8 juillet 2021 21h00 EDT | Rapport | Score par quart-temps : 29-26, 16-30, 33-32, 30-30                     |                                             |                                                  |  | PHX Arena, Phoenix, Arizona Affluence : 16 583 Arbitres : Tony Brothers, Zach Zarba, Sean Wright |
| 8 juillet 2021 21h00 EDT | Rapport | Score par mi-temps : 45-56, 63-62                                      |                                             |                                                  |  | PHX Arena, Phoenix, Arizona Affluence : 16 583 Arbitres : Tony Brothers, Zach Zarba, Sean Wright |
| 8 juillet 2021 21h00 EDT | Rapport | Giánnis Antetokoúnmpo, 42 Giánnis Antetokoúnmpo, 12 Khris Middleton, 8 | Points Rebonds Passes d.                    | Devin Booker, 31 Deandre Ayton, 11 Chris Paul, 8 |  | PHX Arena, Phoenix, Arizona Affluence : 16 583 Arbitres : Tony Brothers, Zach Zarba, Sean Wright |

| 11 juillet 2021 20h00 EDT | Rapport | Suns de Phoenix 100, Bucks de Milwaukee 120        | Suns de Phoenix 100, Bucks de Milwaukee 120 | Suns de Phoenix 100, Bucks de Milwaukee 120                         |  | Fiserv Forum, Milwaukee, Wisconsin Affluence : 16 637 Arbitres : Scott Foster, Eric Lewis, James Williams |
| 11 juillet 2021 20h00 EDT | Rapport | Score par quart-temps : 28-25, 17-35, 31-38, 24-22 |                                             |                                                                     |  | Fiserv Forum, Milwaukee, Wisconsin Affluence : 16 637 Arbitres : Scott Foster, Eric Lewis, James Williams |
| 11 juillet 2021 20h00 EDT | Rapport | Score par mi-temps : 45-60, 55-60                  |                                             |                                                                     |  | Fiserv Forum, Milwaukee, Wisconsin Affluence : 16 637 Arbitres : Scott Foster, Eric Lewis, James Williams |
| 11 juillet 2021 20h00 EDT | Rapport | Chris Paul, 19 Deandre Ayton, 9 Chris Paul, 9      | Points Rebonds Passes d.                    | Giánnis Antetokoúnmpo, 41 Giánnis Antetokoúnmpo, 13 Jrue Holiday, 9 |  | Fiserv Forum, Milwaukee, Wisconsin Affluence : 16 637 Arbitres : Scott Foster, Eric Lewis, James Williams |

| 14 juillet 2021 21h00 EDT | Rapport | Suns de Phoenix 103, Bucks de Milwaukee 109        | Suns de Phoenix 103, Bucks de Milwaukee 109 | Suns de Phoenix 103, Bucks de Milwaukee 109                            |  | Fiserv Forum, Milwaukee, Wisconsin Affluence : 16 911 Arbitres : James Capers, David Guthrie, Courtney Kirkland |
| 14 juillet 2021 21h00 EDT | Rapport | Score par quart-temps : 23-20, 29-32, 30-24, 21-33 |                                             |                                                                        |  | Fiserv Forum, Milwaukee, Wisconsin Affluence : 16 911 Arbitres : James Capers, David Guthrie, Courtney Kirkland |
| 14 juillet 2021 21h00 EDT | Rapport | Score par mi-temps : 52-52, 51-57                  |                                             |                                                                        |  | Fiserv Forum, Milwaukee, Wisconsin Affluence : 16 911 Arbitres : James Capers, David Guthrie, Courtney Kirkland |
| 14 juillet 2021 21h00 EDT | Rapport | Devin Booker, 42 Deandre Ayton, 17 Chris Paul, 7   | Points Rebonds Passes d.                    | Khris Middleton, 40 Giánnis Antetokoúnmpo, 14 Giánnis Antetokoúnmpo, 8 |  | Fiserv Forum, Milwaukee, Wisconsin Affluence : 16 911 Arbitres : James Capers, David Guthrie, Courtney Kirkland |

| 17 juillet 2021 21h00 EDT | Rapport | Bucks de Milwaukee 123, Suns de Phoenix 119                         | Bucks de Milwaukee 123, Suns de Phoenix 119 | Bucks de Milwaukee 123, Suns de Phoenix 119       |  | PHX Arena, Phoenix, Arizona Affluence : 16 562 Arbitres : Marc Davis, Josh Tiven, James Williams |
| 17 juillet 2021 21h00 EDT | Rapport | Score par quart-temps : 21-37, 43-24, 36-29, 23-29                  |                                             |                                                   |  | PHX Arena, Phoenix, Arizona Affluence : 16 562 Arbitres : Marc Davis, Josh Tiven, James Williams |
| 17 juillet 2021 21h00 EDT | Rapport | Score par mi-temps : 64-61, 59-58                                   |                                             |                                                   |  | PHX Arena, Phoenix, Arizona Affluence : 16 562 Arbitres : Marc Davis, Josh Tiven, James Williams |
| 17 juillet 2021 21h00 EDT | Rapport | Giánnis Antetokoúnmpo, 32 Giánnis Antetokoúnmpo, 9 Jrue Holiday, 13 | Points Rebonds Passes d.                    | Devin Booker, 40 Deandre Ayton, 10 Chris Paul, 11 |  | PHX Arena, Phoenix, Arizona Affluence : 16 562 Arbitres : Marc Davis, Josh Tiven, James Williams |

| 20 juillet 2021 21h00 EDT | Rapport | Suns de Phoenix 98, Bucks de Milwaukee 105         | Suns de Phoenix 98, Bucks de Milwaukee 105 | Suns de Phoenix 98, Bucks de Milwaukee 105                           |  | Fiserv Forum, Milwaukee, Wisconsin Affluence : 17 397 Arbitres : Tony Brothers, Scott Foster, Eric Lewis |
| 20 juillet 2021 21h00 EDT | Rapport | Score par quart-temps : 16-29, 31-13, 30-35, 21-28 |                                            |                                                                      |  | Fiserv Forum, Milwaukee, Wisconsin Affluence : 17 397 Arbitres : Tony Brothers, Scott Foster, Eric Lewis |
| 20 juillet 2021 21h00 EDT | Rapport | Score par mi-temps : 47-42, 51-63                  |                                            |                                                                      |  | Fiserv Forum, Milwaukee, Wisconsin Affluence : 17 397 Arbitres : Tony Brothers, Scott Foster, Eric Lewis |
| 20 juillet 2021 21h00 EDT | Rapport | Chris Paul, 26 Jae Crowder, 13 Booker, Paul, 5     | Points Rebonds Passes d.                   | Giánnis Antetokoúnmpo, 50 Giánnis Antetokoúnmpo, 14 Jrue Holiday, 11 |  | Fiserv Forum, Milwaukee, Wisconsin Affluence : 17 397 Arbitres : Tony Brothers, Scott Foster, Eric Lewis |
| 20 juillet 2021 21h00 EDT | Rapport | Milwaukee remporte la série 4 à 2.                 |                                            |                                                                      |  | Fiserv Forum, Milwaukee, Wisconsin Affluence : 17 397 Arbitres : Tony Brothers, Scott Foster, Eric Lewis |

Matchs de saison régulière
Phoenix remporte la série 2 à 0.
| 10 février 2021 | Rapport | Bucks de Milwaukee 124, Suns de Phoenix 125 | Bucks de Milwaukee 124, Suns de Phoenix 125 | Bucks de Milwaukee 124, Suns de Phoenix 125 |  | PHX Arena, Phoenix, Arizona |

| 19 avril 2021 | Rapport | Suns de Phoenix 128, Bucks de Milwaukee 127 | Suns de Phoenix 128, Bucks de Milwaukee 127 | Suns de Phoenix 128, Bucks de Milwaukee 127 | OT | Fiserv Forum, Milwaukee, Wisconsin |

Dernière rencontre en playoffsPremier tour de conférence Ouest 1978 (Milwaukee gagne 2-0).